# Ciudad del Vaticano
La Ciudad del Vaticano, oficialmente Estado de la Ciudad del Vaticano (en latín: Status Civitatis Vaticanæ; en italiano: Stato della Città del Vaticano), o simplemente el Vaticano, es un micro-Estado soberano sin salida al mar, cuyo territorio es un enclave dentro de la ciudad de Roma, en Italia. Es el país más pequeño del mundo en extensión y población. Su forma de gobierno, de acuerdo con la clasificación internacional, es la de una teocracia organizada como una monarquía electiva.
La Ciudad del Vaticano tiene una extensión de 0,44 km² (44 hectáreas) y una población de 882 habitantes, por lo que resulta un híbrido de ciudad elevada al rango de Estado independiente, siendo además el más pequeño del mundo. Es tan pequeño que solo la basílica de San Pedro es un 7 % de su superficie; la basílica y la plaza de San Pedro ocupan un 20 % del territorio, lo que lo convierte en el territorio independiente más urbanizado del mundo. La Ciudad del Vaticano comenzó su existencia como Estado independiente en 1929 tras la firma de los Pactos de Letrán celebrados entre la Santa Sede y el entonces Reino de Italia, que en 1870 había conquistado los Estados Pontificios.
La Ciudad del Vaticano alberga la Santa Sede, máxima institución de la Iglesia católica. Aunque los dos nombres, «Ciudad del Vaticano» y «Santa Sede», se utilizan a menudo como si fueran equivalentes, el primero se refiere a la ciudad y a su territorio, mientras que el segundo se refiere a la institución que dirige la Iglesia y que tiene personalidad jurídica propia como sujeto de derecho internacional. En rigor, es la Santa Sede y no el Estado del Vaticano la que mantiene relaciones diplomáticas con los demás países del mundo. Por otro lado, el Vaticano es quien da el soporte temporal y soberano (sustrato territorial) para la actividad de la Santa Sede.
La máxima autoridad y jefe de Estado de la Ciudad del Vaticano es el papa de la Iglesia católica, por lo que puede considerarse la única teocracia de Europa. Si bien, el sumo pontífice delega las funciones de gobierno civil en la figura del presidente de la Gobernación del Estado de la Ciudad del Vaticano. La representación diplomática depende de la Secretaría de Estado de la Santa Sede.
El conjunto arquitectónico e histórico-artístico que conforma la Ciudad del Vaticano fue declarado Patrimonio de la Humanidad por la Unesco en 1984, siendo el único caso en que se extiende a un Estado (país) completo.

## Etimología
Su nombre proviene de la Colina Vaticana (del latín vaticinĭum: predicción, vaticinio; o vāticinātio: profecía, vaticinio, pues antiguamente la colina era la sede de un oráculo etrusco o tal vez del nombre de un poblado del mismo origen, Vaticum).
En italiano la denominación completa es Stato della Città del Vaticano. En latín, idioma oficial de la Santa Sede, se traduce como Status Civitatis Vaticanæ.

## Historia
- 756, se inicia la historia de los Estados Pontificios[24][25] con el papa Esteban II.
- 1798, el ejército francés hace prisionero al papa Pío VI.
- 1806, Napoleón toma prisionero al papa Pio VII en el marco de las guerras napoleónicas.
- 1860, el ejército del rey de Italia Víctor Manuel II conquista los Estados Pontificios, dejando a la Santa Sede solamente en posesión de Roma y su región costera, durante el papado de Pío IX.
- 1870, Víctor Manuel toma Roma en gran parte gracias a la guerra franco-prusiana y la proclamó nueva capital de su reino.
- 1929, Los Pactos de Letrán son firmados por Pietro Gasparri, en representación de la Santa Sede, y Benito Mussolini, primer ministro del Reino de Italia con poderes dictatoriales, el 11 de febrero durante el pontificado de Pío XI. Con estos acuerdos se dio por terminada la disputa con Italia que existía desde 1870. Se crea el Vaticano con 44 hectáreas de superficie, se le reconoce su soberanía. El concordato garantizó además la total independencia del papa. El primer gobernador fue el eminente numismático Camillo Serafini.
- 1937, Pío XI[26] publica la encíclica Mit Brennender Sorge[27] donde hace una fuerte crítica al nacionalsocialismo considerándolo incompatible con la fe católica.
- 1939, muere Pío XI y le sucede Pío XII. Estalla la Segunda Guerra Mundial; el Vaticano se declara neutral.[28]
- 1958, muere Pío XII y le sucede Juan XXIII.
- 1962, Juan XXIII inaugura el Concilio Vaticano II.
- 1963, muere Juan XXIII y es sucedido por Pablo VI.
- 1965, Pablo VI clausura el Concilio Vaticano II.[29][30]
- 1978, año de los tres papas: muere Pablo VI (6 de agosto) y es sucedido por Juan Pablo I, que fallece repentinamente tras un pontificado de solo 33 días (26 de agosto-28 de septiembre). Finalmente, el 16 de octubre es elegido Juan Pablo II.
- 1981, Juan Pablo II sufre un atentado en la plaza de San Pedro.
- 2001, Juan Pablo II promulga la Ley Fundamental del Estado de la Ciudad del Vaticano (11 de febrero).
- 2005, Juan Pablo II muere y es sucedido por Benedicto XVI.
- 2013, el sucesor de Juan Pablo II, Benedicto XVI, renuncia a su pontificado.[31] Cónclave de 2013. Jorge Mario Bergoglio es elegido como papa, bajo el nombre de Francisco.[32]
- 2013, el Estado de la Ciudad del Vaticano es consagrado a san José y a san Miguel Arcángel.[33]
- 2022, Benedicto XVI muere el 31 de diciembre.
- 2023, Francisco promulga la nueva Ley Fundamental del Estado de la Ciudad del Vaticano, en vigor desde el 7 de junio de 2023.
- 2025, Francisco muere y le sucede León XIV.

## Gobierno y política

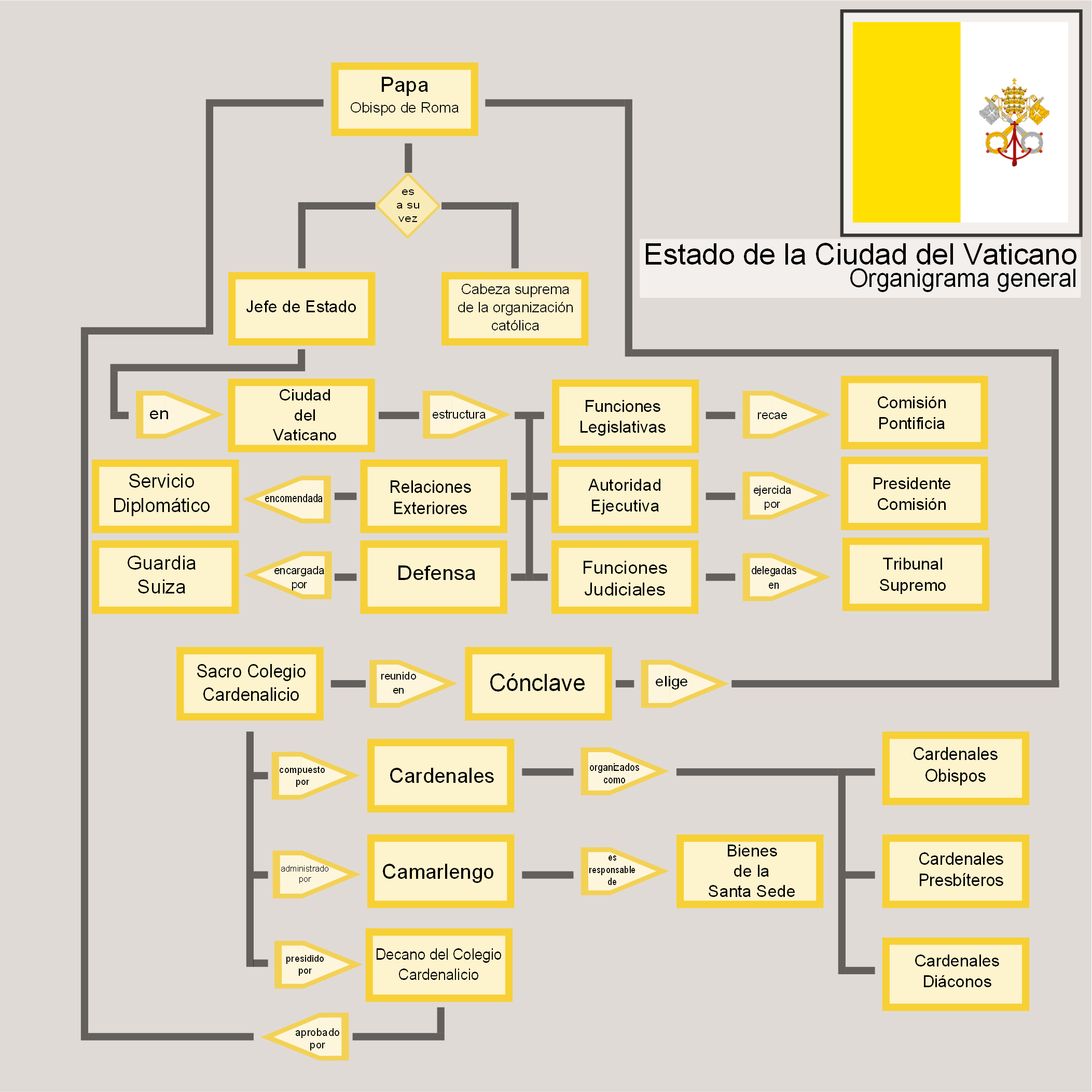
Organigrama general del Estado de la Ciudad del Vaticano.

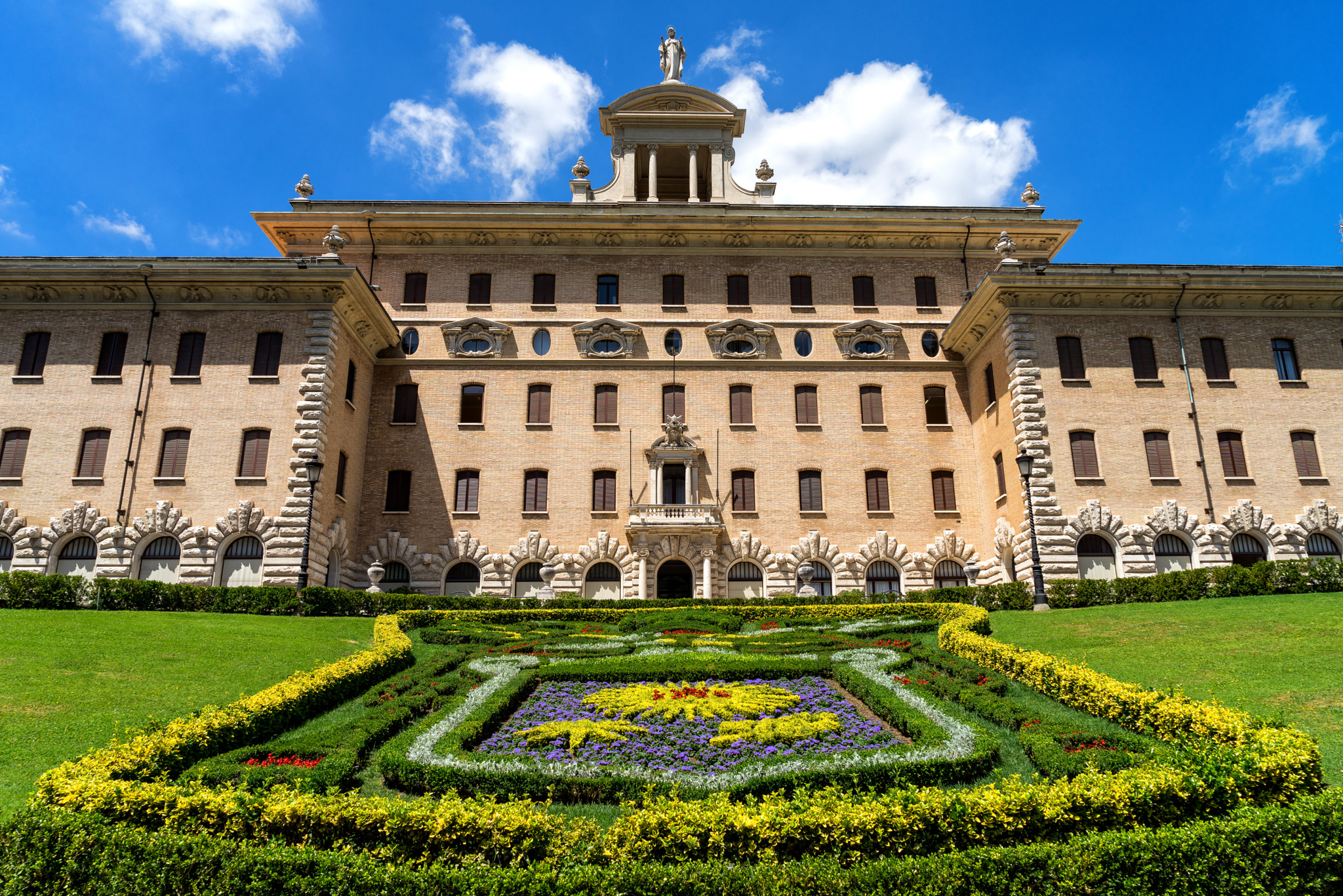
Edificio del Gobierno vaticano.

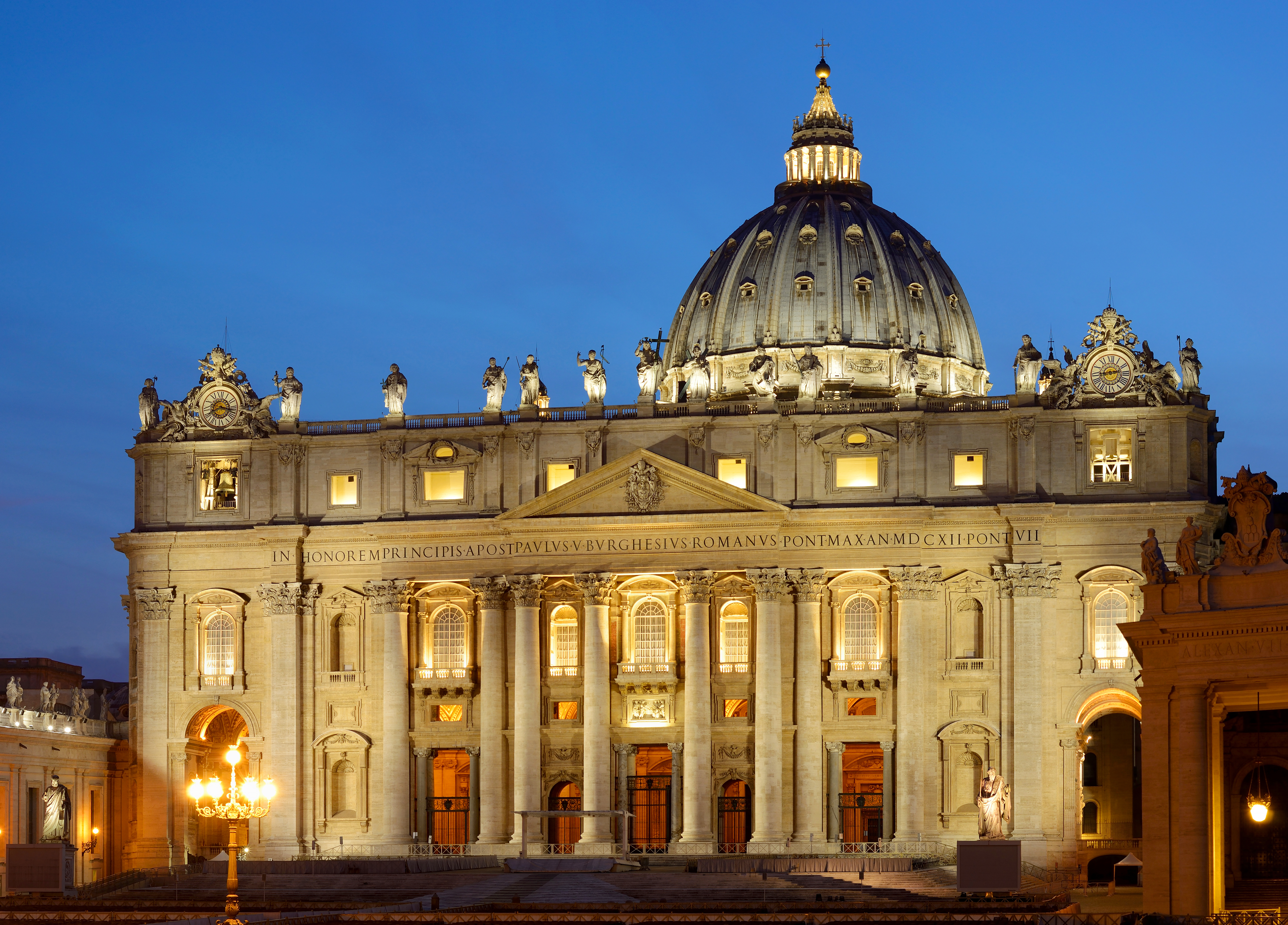
La Basílica de San Pedro en el Vaticano

El Estado de la Ciudad del Vaticano nació con el objeto de ser un instrumento de la independencia de la Santa Sede y de la Iglesia católica respecto a cualquier otro poder externo. El papa, que es cabeza suprema de la Iglesia católica, es también soberano de la Ciudad del Vaticano y ostenta la plenitud de los poderes ejecutivo, legislativo y judicial, por lo que se puede considerar a este país como una teocracia en forma de monarquía absoluta.
El papa administra el Estado mediante la Pontificia Comisión para el Estado de la Ciudad del Vaticano, salvo en los casos que entienda reservarse a sí mismo o a otras instancias. Equivale al poder legislativo y está compuesta por cardenales nombrados por el papa para un quinquenio. El papa delega el poder ejecutivo en el presidente de la Comisión, coadyuvado por el secretario y el vicesecretario generales. El presidente de la Comisión tiene también facultad legislativa: puede emitir ordenanzas, y en casos de urgente necesidad puede adoptar disposiciones con carácter de ley, siempre que la Comisión las confirme en los 3 meses siguientes. Asume también la representación diplomática del Estado excepto ante los Estados extranjeros, función que es reservada al papa.
El cargo de gobernador del Estado de la Ciudad del Vaticano fue, en una época, unipersonal y ejercido por el marqués y conocido numismático Camillo Serafini, desde 1929, año de la fundación del Estado, hasta la muerte de éste en 1952. Posteriormente, no fue designado sucesor de Serafini, y el cargo propiamente tal tampoco fue mencionado en la Ley Fundamental del Estado, emitida por el papa Juan Pablo II el 26 de noviembre de 2000, y que entró en vigor el 22 de febrero de 2001. El presidente de la Comisión Pontificia para el Estado de la Ciudad del Vaticano ha ejercido desde 1952 las funciones que antes eran atribuidas al gobernador, y desde 2001 también recibe el título de presidente de la Gobernación del Estado de la Ciudad del Vaticano.
Durante el periodo de sede vacante, producido tras la muerte o renuncia del papa, los poderes recaen en el Colegio Cardenalicio, aunque este únicamente podrá dictar leyes en caso de urgencia y con su duración limitada a dicho espacio de tiempo. Será tarea de este colegio de cardenales elegir a un nuevo pontífice en cónclave.
El idioma más hablado es el italiano. La moneda, según un acuerdo suscrito con la Unión Europea, es el euro.
En enero de 2014, eran 180 Estados los que mantenían relaciones diplomáticas con la Santa Sede, reconociendo estos la existencia del micro-Estado. Entre los países que no tienen relaciones diplomáticas con la Santa Sede se encuentran China, Corea del Norte, Vietnam y Arabia Saudita.

### Pontífices soberanos
| Pontífice                               | Nombre y origen                                                             | Período                                       | Escudo papal y lema                                                 | Notas |
| --------------------------------------- | --------------------------------------------------------------------------- | --------------------------------------------- | ------------------------------------------------------------------- | --- |
| Pío XI PIVS Undecimus                   | Ambrogio Damiano Achille Ratti (1857-1939) Desio, Lombardía-Venecia         | 7 de junio de 1929-10 de febrero de 1939      | pax christi in regno christi La paz de Cristo en el Reino de Cristo | Nació en el Reino de Lombardía-Venecia. Firmó el Tratado de Letrán con Italia (1929), estableciendo la Ciudad del Vaticano como Estado soberano. Inauguró la Radio Vaticano (1931), refundó la Pontificia Academia de las Ciencias (1936) e instituyó la festividad de Cristo Rey. Se opuso al nazismo y al comunismo. |
| Pío XII PIVS Duodecimus                 | Eugenio Maria Giuseppe Giovanni Pacelli (1876-1958) Roma, Italia            | 2 de marzo de 1939-9 de octubre de 1958       | opus justitiae pax La paz, obra de la justicia                      | Primer papa nacido en la Italia unificada. Se le atribuye haber intervenido por la paz durante la Segunda Guerra Mundial; fue controvertido por sus reacciones ante el Holocausto. Redujo la mayoría cardenalicia italiana. Invocó la infalibilidad papal en la encíclica Munificentissimus Deus (1950), que define el dogma de la Asunción de María. Publicó la Humani generis (1950), primera encíclica que se refiere específicamente a la evolución biológica, en la que adoptó una postura neutral, aunque con reservas sobre la evolución humana. Mandó excavar las grutas vaticanas para aclarar si la tumba de san Pedro se encontraba bajo el altar de la basílica vaticana como decía la tradición. Declarado venerable el 19 de diciembre de 2009. |
| Juan XXIII IOANNES Vicesimus Tertius    | Angelo Giuseppe Roncalli (1881-1963) Sotto il Monte, Italia                 | 28 de octubre de 1958-3 de junio de 1963      | obedientia et pax Obediencia y paz                                  | Italiano. Conocido como «el Papa Bueno», inauguró el Concilio Vaticano II (1962). Emitió la encíclica Pacem in terris (1963) sobre la paz y el desarme nuclear; e intervino por la paz durante la crisis de los misiles de Cuba (1962). Beatificado el 3 de septiembre de 2000 y canonizado el 27 de abril de 2014. |
| Pablo VI PAVLVS Sextus                  | Giovanni Battista Enrico Antonio Maria Montini (1897-1978) Concesio, Italia | 3 de junio de 1963-6 de agosto de 1978        | in nomine domini En el nombre del Señor                             | Italiano. Último papa en ser coronado. Primer papa desde 1809 en viajar fuera de Italia. Clausuró el Concilio Vaticano II (1965). Emitió la encíclica Humanae vitae (1968), condenando la contracepción artificial. Revisó el misal romano (1969). Beatificado el 19 de octubre de 2014 y canonizado el 14 de octubre de 2018. |
| Juan Pablo I IOANNES PAVLVS Primus      | Albino Luciani (1912-1978) Canale d'Agordo, Italia                          | 26 de agosto de 1978-28 de septiembre de 1978 | humilitas Humildad                                                  | Italiano, fue el primer papa nacido en el siglo XX y el último italiano más reciente, de una sucesión de papas de ese origen que comenzó con Clemente VII en 1523. Conocido como «el Papa de la Sonrisa» o «el Papa de Septiembre». Abolió la coronación papal y optó por la inauguración papal. Primer papa desde Landón en adoptar un nombre papal que no se había usado antes; y primero con dos nombres, para honrar a sus dos predecesores inmediatos. Último en usar la silla gestatoria. Gobernó solamente durante 33 días, lo que constituye uno de pontificados los más cortos de la historia, dando lugar al más reciente año de los tres papas, el primero desde 1605. Beatificado el 4 de septiembre de 2022.                                     |
| Juan Pablo II IOANNES PAVLVS Secundus   | Karol Józef Wojtyła (1920-2005) Wadowice, Polonia                           | 16 de octubre de 1978-2 de abril de 2005      | totus tuus Todo tuyo                                                | Polaco, el primero de esa nacionalidad y el primero de origen eslavo. Primer papa no italiano desde Adriano VI (r. 1522-1523). Fue el papa más joven desde Pío IX. Viajó extensamente, visitando 129 países durante su pontificado. Es el tercer papa con el pontificado más largo, con casi 27 años, por detrás de san Pedro y Pío IX. Fundó la Jornada Mundial de la Juventud (1984) y la Pontificia Academia de Ciencias Sociales (1994). Primero en usar el papamóvil. Beatificado el 1 de mayo de 2011 y canonizado el 27 de abril de 2014. |
| Benedicto XVI BENEDICTVS Sextus Decimus | Joseph Aloisius Ratzinger (1927-2022) Marktl, Alemania                      | 19 de abril de 2005-28 de febrero de 2013     | cooperatores veritatis Colaboradores de la verdad                   | Alemán, el primero de esa nacionalidad desde Esteban IX (r. 1057-1058). Promovió el uso del latín y reintrodujo varias vestimentas papales que habían caído en desuso. Elevó la misa tridentina a una posición más prominente (2007). Autorizó la formación de los ordinariatos anglicanos (2009). Primer papa en renunciar al papado desde Gregorio XII (1415); primero en hacerlo por voluntad propia desde Celestino V (1294), convirtiéndose en papa emérito. Falleció en 2022 a los 95 años, por lo que es el papa más longevo registrado fehacientemente. |
| Francisco FRANCISCVS                    | Jorge Mario Bergoglio, S. J. (1936-2025) Buenos Aires, Argentina            | 13 de marzo de 2013-21 de abril de 2025       | miserando atque eligendo Lo miró con misericordia y lo eligió       | Nació en Argentina; el primero nacido fuera de Europa desde Gregorio III (r. 731-741) y el primero de América; primer papa argentino, primero sudamericano y primero del hemisferio sur. Primer papa de un instituto religioso desde Gregorio XVI (1831-1846) y el primero de la Compañía de Jesús. Facilitó el deshielo cubano (2015-2017). Primer papa en visitar y celebrar una misa en la península arábiga, concretamente en Abu Dabi. Redujo la mayoría europea de cardenales, desplazando la membresía del Colegio Cardenalicio fuera de Europa. Canonizó a más santos que cualquiera de sus predecesores. |
| León XIV LEO Quartus Decimus            | Robert Francis Prevost, O. S. A. (n. 1955) Chicago, Estados Unidos          | 8 de mayo de 2025-actualidad                  | in illo uno unum En Aquel [que es] Uno, somos uno                   | Primer papa nacido en los Estados Unidos, el primero con las nacionalidades estadounidense y peruana, el primero norteamericano y el segundo de América. Es el primero de un país angloparlante desde Adriano IV (r. 1154-1159), así como el primer papa nacido después de la Segunda Guerra Mundial. Perteneciente a la Orden de San Agustín. |

### Elecciones
En el Vaticano no se celebran elecciones comunes como en otros Estados, sino un cónclave papal que es una reunión del Colegio Cardenalicio convocada para elegir al obispo de Roma, también conocido como el papa. Los católicos de todo el mundo consideran que el papa es el sucesor apostólico de san Pedro y la cabeza terrenal de la Iglesia católica.

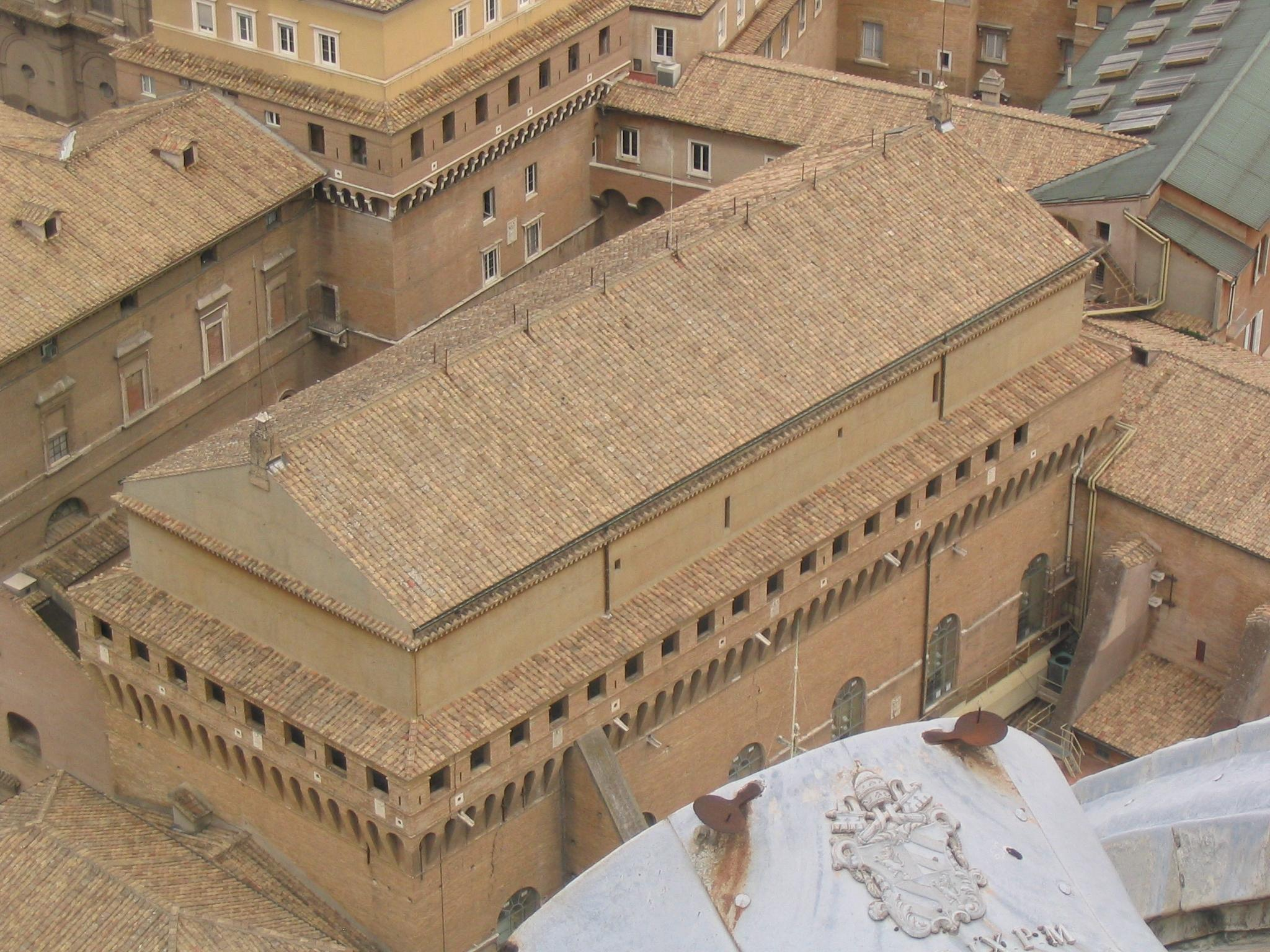
El cónclave papal de 1492 fue el primero que se celebró en la Capilla Sixtina, sede de todos los cónclaves desde 1878.

La preocupación por las injerencias políticas condujo a reformas tras el interregno de 1268-1271 y al decreto del papa Gregorio X durante el segundo concilio de Lyon en 1274, según el cual los cardenales electores debían ser encerrados en reclusión cum clave (en latín, "con llave") y no se les permitía salir hasta que se hubiera elegido a un nuevo pontífice. En la actualidad, los cónclaves se celebran en la Capilla Sixtina del Palacio Apostólico de la Ciudad del Vaticano.
Desde la era apostólica, el obispo de Roma, al igual que los demás obispos, era elegido por consenso del clero y los laicos de la diócesis. El cuerpo de electores se definió con mayor precisión cuando, en 1059, el Colegio Cardenalicio fue designado único cuerpo de electores. Desde entonces, se han desarrollado otros detalles del proceso. En 1970, el papa Pablo VI limitó los electores a cardenales menores de 80 años en Ingravescentem aetatem. Los procedimientos actuales fueron establecidos por el papa Juan Pablo II en su constitución apostólica, Universi Dominici gregis, enmendada por el papa Benedicto XVI en 2007 y 2013. Se requiere una mayoría de dos tercios de los votos para elegir al nuevo papa. El cónclave papal más reciente tuvo lugar el 8 de mayo de 2025, cuando Robert Francis Prevost fue elegido papa León XIV, sucediendo a Francisco.
Los procedimientos para la elección del papa evolucionaron a lo largo de casi dos milenios. Hasta la creación del Colegio Cardenalicio en 1059, los obispos de Roma, como los de otras zonas, eran elegidos por aclamación del clero y el pueblo locales. Procedimientos similares al sistema actual fueron introducidos en 1274 cuando Gregorio X promulgó el Ubi periculum tras la acción de los magistrados de Viterbo durante el interregno de 1268-1271. El proceso fue perfeccionado por Gregorio XV con su bula Aeterni Patris Filius de 1621, que estableció el requisito de una mayoría de dos tercios de los cardenales electores para elegir a un papa. El Tercer Concilio de Letrán había establecido inicialmente el requisito de que se necesitaban dos tercios de los cardenales para elegir a un papa en 1179. Este requisito ha variado desde entonces, dependiendo de si al candidato ganador se le permitía votar por sí mismo, en cuyo caso la mayoría requerida era de dos tercios más un voto. Aeterni Patris Filius prohibió esta práctica y estableció los dos tercios como la norma necesaria para la elección. Aeterni Patris Filius no eliminó la posibilidad de la elección por aclamación, pero sí exigió que se celebrara primero una votación secreta antes de seleccionar al papa.

### Cuerpo legislativo
Como cuerpo legislativo de la Ciudad del Vaticano actúa, por delegación del sumo pontífice, la Comisión Pontificia para el Estado de la Ciudad del Vaticano (en latín: Pontificia Commissio pro Civitate Vaticana; en italiano: Pontificia commissione per lo Stato della Città del Vaticano). Está formado por el presidente, quien es también presidente de la Gobernación del Estado de la Ciudad del Vaticano, y seis cardenales nombrados por el papa para un período de cinco años.
Las leyes y regulaciones propuestas por la Comisión deben ser sometidas al papa mediante la Secretaría de Estado antes de que se hagan públicas y tomen efecto. Las leyes, reglamentos e instrucciones emitidas por la Comisión son publicadas en el Acta Apostolicae Sedis.

### Gobierno ordinario
El gobierno ordinario de la Ciudad del Vaticano está encomendado al presidente de la Gobernación del Estado de la Ciudad del Vaticano.

### Defensa

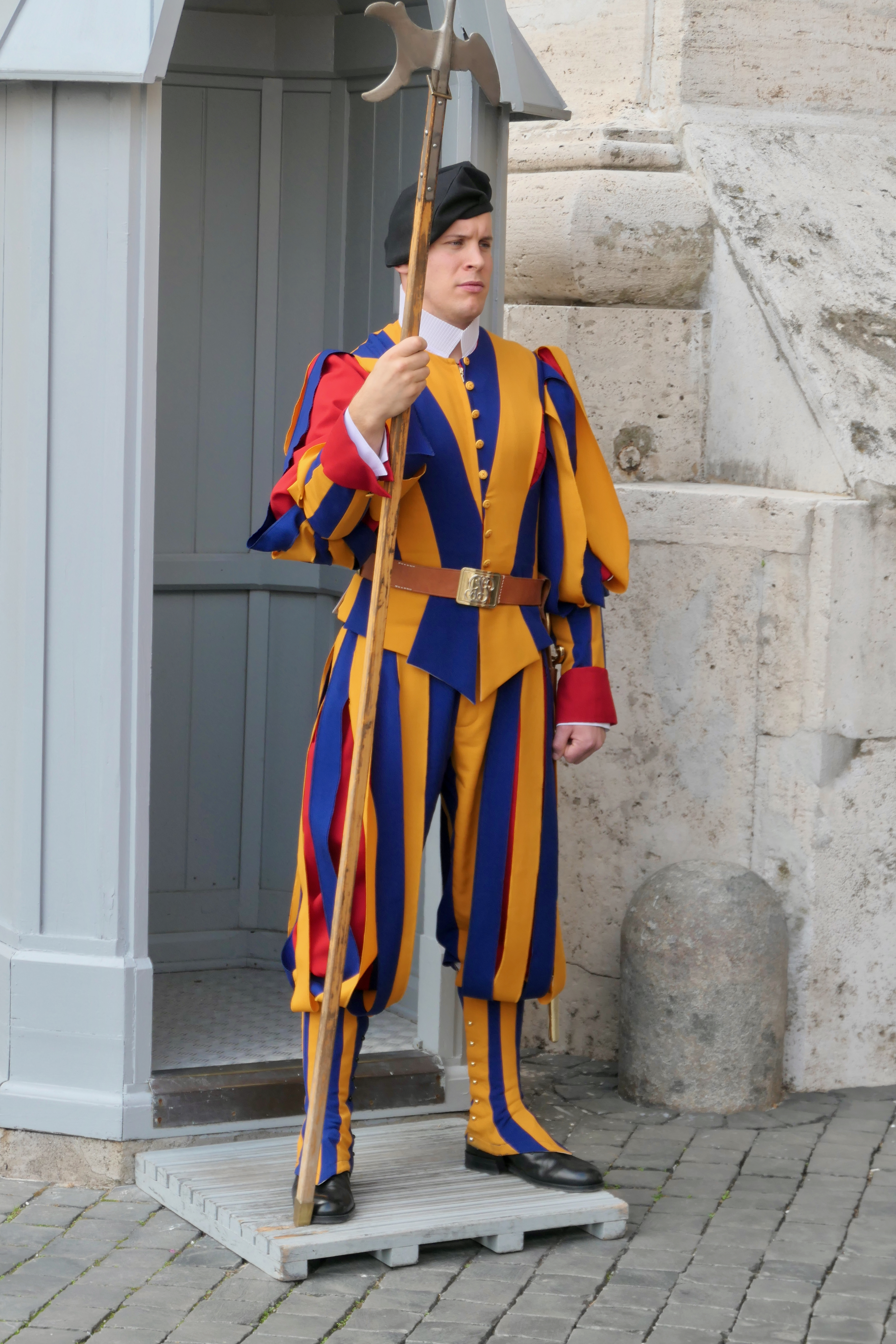
Miembro de la Guardia Suiza en su tradicional uniforme.

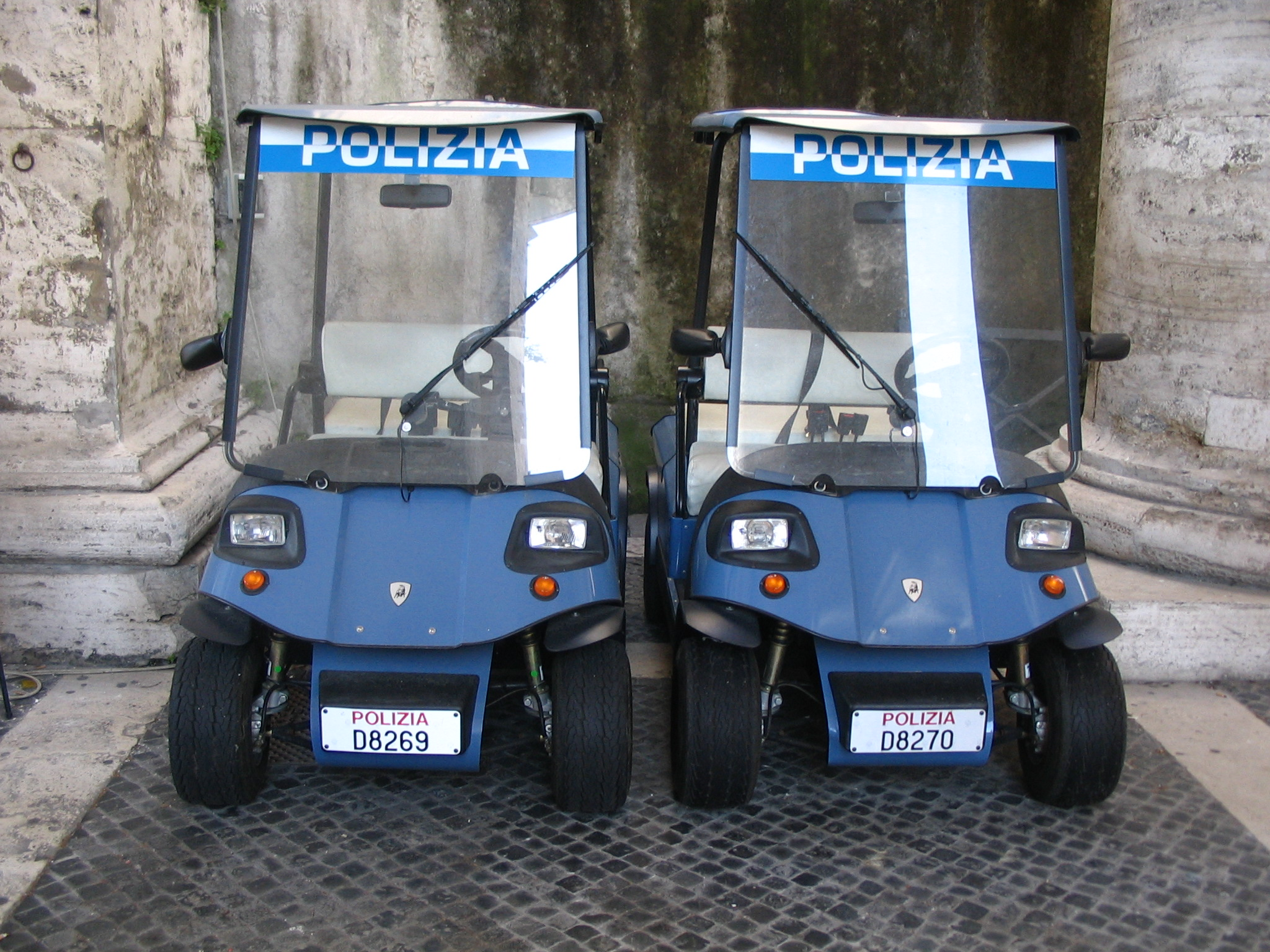
Servicio Vaticano de la Policía Italiana.

La Guardia Suiza es el cuerpo militar encargado de la seguridad del papa. Está compuesta por unos 100 soldados (todos varones): cuatro oficiales, 23 mandos intermedios, 70 alabarderos, 2 tamborileros y un capellán. Se les entrena en procedimientos y manejo de armas modernas (como el fusil suizo Sig 550), aunque también se enseña a manejar la espada y la alabarda.
La Guardia Suiza tiene su cuartel frente al Palacio Apostólico Pontificio. Según el Tratado de Letrán, se ha establecido que la Policía italiana custodie, junto con los cuerpos de seguridad del vaticano, la plaza de San Pedro.
La defensa de la Ciudad del Vaticano es proporcionada por Italia.

### Policía y seguridad
El Cuerpo de Gendarmería de la Ciudad del Vaticano (en italiano: Corpo della Gendarmería dello Stato della Città del Vaticano) es la gendarmería, policía y fuerza de seguridad de la Ciudad del Vaticano y las propiedades extraterritoriales de la Santa Sede.
El cuerpo es el responsable de la seguridad, el orden público, el control de fronteras, el control de tráfico, la investigación penal, y otras tareas generales de policía en la Ciudad del Vaticano, incluyendo la provisión de seguridad para el papa fuera del Vaticano. El cuerpo cuenta con 130 miembros y es una parte del Departamento de Servicios de Seguridad y Defensa Civil, que incluye también el Cuerpo de Bomberos del Vaticano, un órgano de la Gobernación de la Ciudad del Vaticano.
La delincuencia en la Ciudad del Vaticano consiste en gran medida en robos de carteras, carteristas y hurtos en comercios por parte de personas ajenas a la ciudad. El tráfico de turistas a pie en la Plaza de San Pedro es uno de los principales lugares donde se cometen carteristas en la Ciudad del Vaticano. Si se cometen delitos en la Plaza de San Pedro, los autores pueden ser detenidos y juzgados por las autoridades italianas, ya que esa zona suele estar patrullada por la policía italiana.
En virtud del artículo 22 del Tratado de Letrán, Italia, a petición de la Santa Sede, castigará a las personas por delitos cometidos dentro de la Ciudad del Vaticano y procederá ella misma contra la persona que haya cometido el delito, si ésta se refugia en territorio italiano. Las personas acusadas de delitos reconocidos como tales tanto en Italia como en la Ciudad del Vaticano y cometidos en territorio italiano serán entregadas a las autoridades italianas si se refugian en la Ciudad del Vaticano o en edificios que gocen de inmunidad en virtud del tratado.
La Ciudad del Vaticano carece de sistema penitenciario, salvo algunas celdas de detención preventiva. Las personas condenadas por cometer delitos en el Vaticano cumplen condena en cárceles italianas (Polizia Penitenziaria), con los gastos cubiertos por el Vaticano.

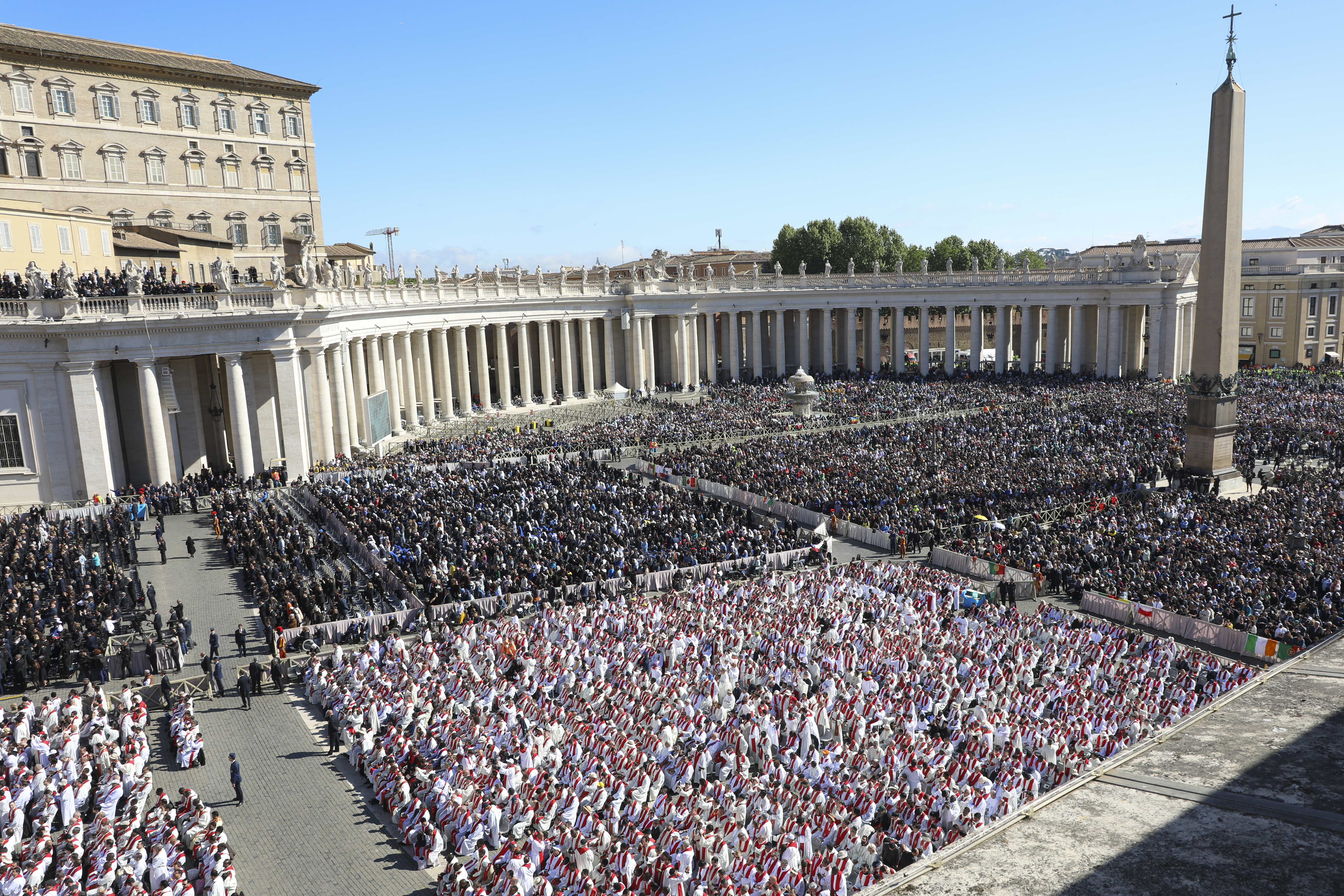
Fieles venidos de todo el mundo durante el funeral del papa Francisco en 2025. Delegaciones de 146 países, 1 territorio y 10 organismos internacionales participaron en el mismo

### Política exterior
El Estado de la Ciudad del Vaticano es un territorio nacional reconocido por el derecho internacional, pero es la Santa Sede la que lleva a cabo las relaciones diplomáticas en su nombre, además de la propia diplomacia de la Santa Sede, celebrando acuerdos internacionales a su nombre. La Ciudad del Vaticano carece, por tanto, al menos formalmente, de servicio diplomático propio.
Debido a las limitaciones de espacio, la Ciudad del Vaticano es uno de los pocos países del mundo que no puede albergar embajadas. Las embajadas extranjeras ante la Santa Sede se encuentran en la ciudad de Roma; solo durante la Segunda Guerra Mundial el personal de algunas embajadas acreditadas ante la Santa Sede recibió el albergue posible dentro de los estrechos confines del país, como fue el caso de embajadas como la del Reino Unido mientras Roma estaba en poder de las Potencias del Eje y la de Alemania cuando los Aliados controlaban Roma. La Sala de Prensa (Sala Stampa) también se encuentra en territorio italiano, en la Via della Conciliazione.
Así pues, el tamaño de la Ciudad del Vaticano no guarda relación con el gran alcance mundial que ejerce la Santa Sede como entidad distinta del Estado.

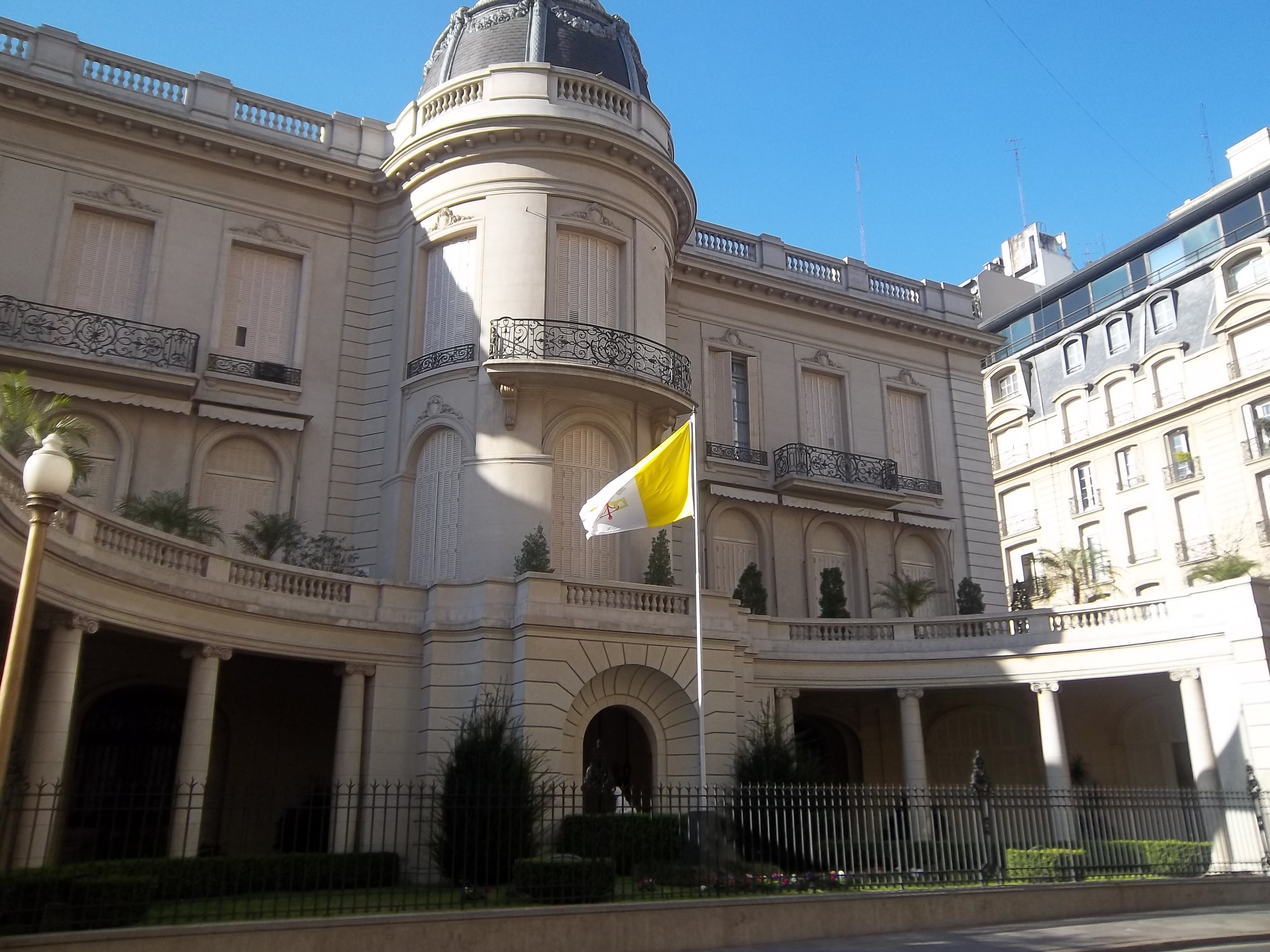
La nunciatura apostólica en Buenos Aires, Argentina con la bandera de la Ciudad del Vaticano ondeando en su frente.

Sin embargo, el propio Estado de la Ciudad del Vaticano participa en algunas organizaciones internacionales cuyas funciones están relacionadas con el Estado como entidad geográfica, distinta de la persona jurídica no territorial de la Santa Sede. Estas organizaciones son mucho menos numerosas que aquellas en las que la Santa Sede participa como miembro o con estatuto de observador. Entre ellas se encuentran las ocho siguientes, de las que el Estado de la Ciudad del Vaticano es miembro:
- Conferencia Europea de Administraciones de Correos y Telecomunicaciones (CEPT)
- Organización Europea de Telecomunicaciones por Satélite (Eutelsat IGO)
- Consejo Internacional de Cereales (CIG)
- Instituto Internacional de Ciencias Administrativas (IIAS)
- Unión Internacional de Telecomunicaciones (UIT)
- Organización Internacional de Telecomunicaciones por Satélite (ITSO)
- Interpol[61]
- Unión Postal Universal (UPU)

También participa en:
- Embajada de España ante la Santa Sede en Roma.Asociación Médica Mundial

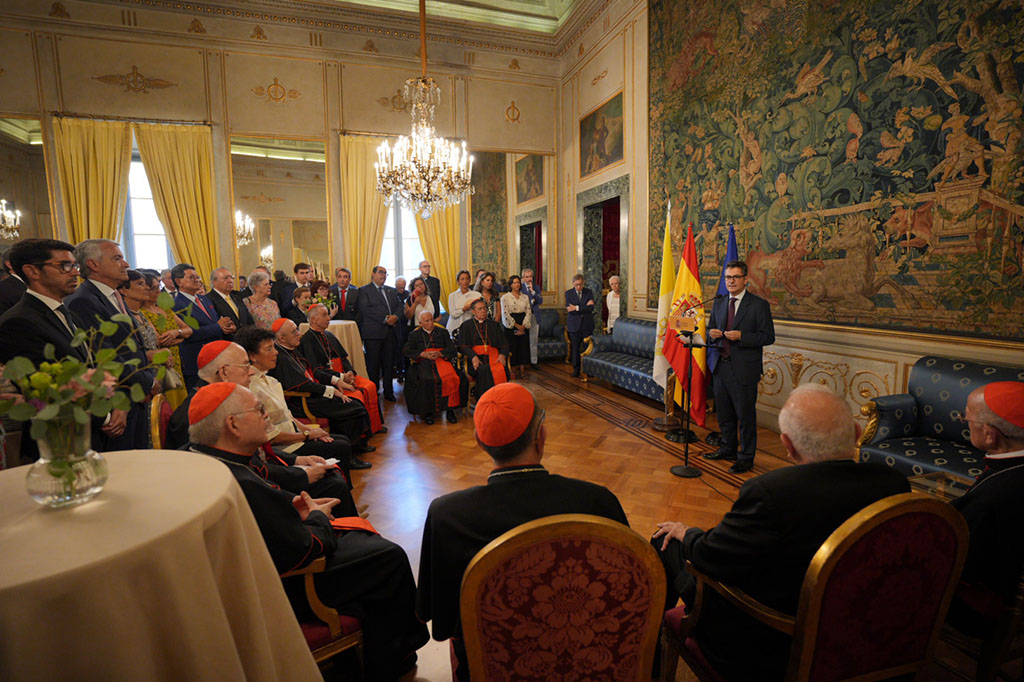
Embajada de España ante la Santa Sede en Roma.

- Organización Mundial de la Propiedad Intelectual (OMPI)

Al 13 de enero de 2014, la Santa Sede mantenía relaciones diplomáticas bilaterales con 180 países de todo el mundo. La red diplomática de la Santa Sede se ha ampliado considerablemente en las últimas décadas. En 1978, cuando Juan Pablo II ascendió al trono pontificio, los países con los que la Santa Sede mantenía relaciones diplomáticas plenas eran 84. Al final del pontificado de Wojtyla, eran 174. Benedicto XVI añadió cuatro más: Montenegro, Emiratos Árabes Unidos, Botsuana y Sudán del Sur. Hoy son 178, más el Estado de Palestina, con el que existen relaciones diplomáticas de carácter especial. Un caso especial es el de la Nunciatura Apostólica en China en Taipéi, donde desde 1979 la Santa Sede ya no tiene un nuncio residente, sino un simple «encargado de negocios ad interim». La Santa Sede también mantiene relaciones con la Orden de Malta.
La diplomacia de la Santa Sede se desarrolla como la actividad negociadora internacional de la Iglesia católica. Antes de la Reforma protestante y la Ilustración, el Papado actuó repetidamente como árbitro entre los gobernantes cristianos europeos. La diplomacia de la Santa Sede encontró su primera expresión formal real hacia finales del siglo XI, cuando el papa comenzó a enviar legados a los diversos reinos de la Cristiandad. De este modo, el clero residente disponía de mayor libertad de acción frente a las autoridades civiles locales.

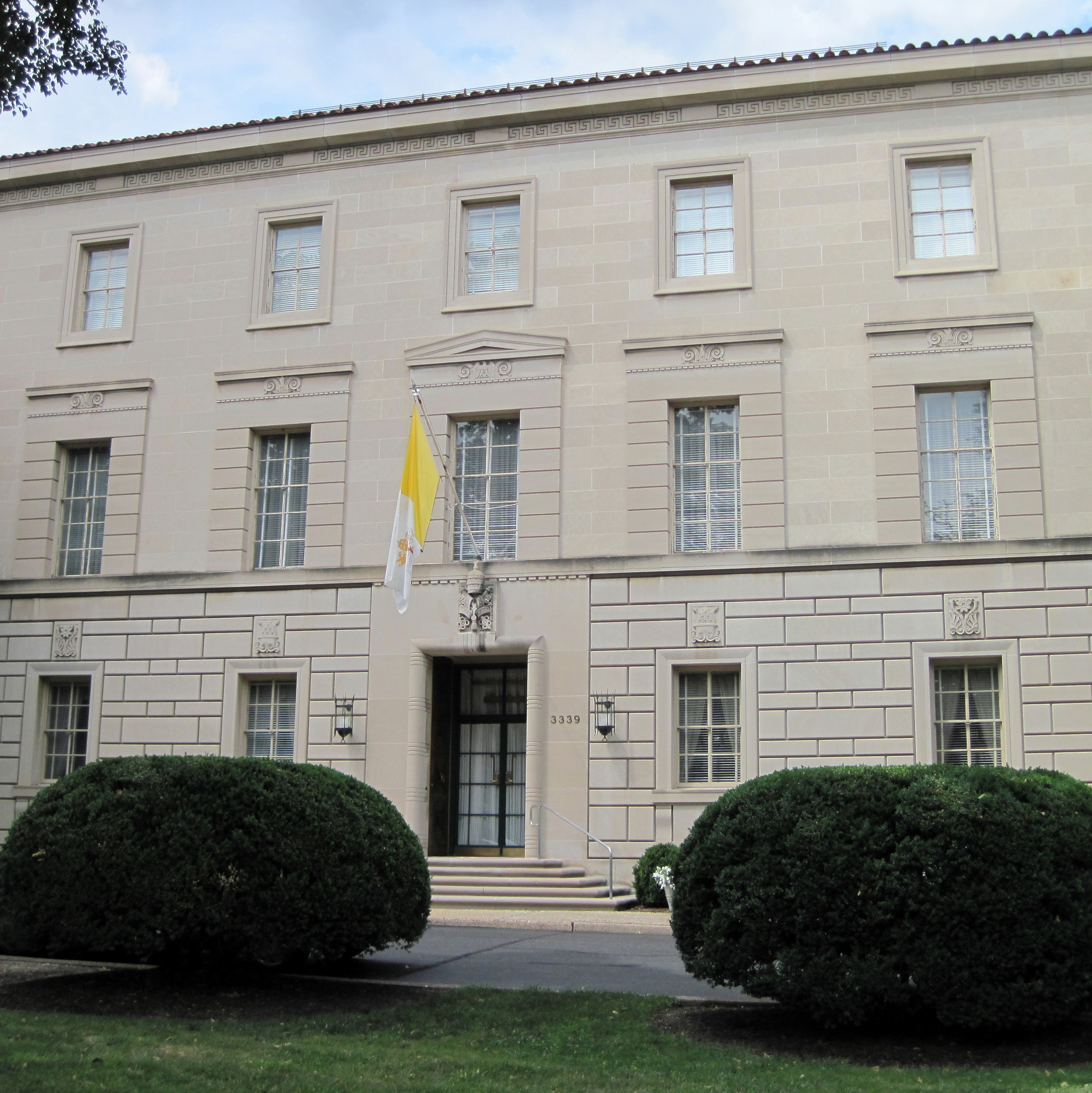
La Nunciatura Apostólica en Estados Unidos.

A partir del siglo XVI aparecieron las primeras nunciaturas, encabezadas por un arzobispo de Roma. Con cambios por la Reforma y el desarrollo de la filosofía de la Ilustración, la autoridad de la Santa Sede se vio cuestionada por algunos estados, pero siempre permaneció presente en la escena internacional. La legitimidad de la diplomacia pontificia en la esfera internacional se ratificó entonces en varias ocasiones mediante tratados de referencia (el Congreso de Viena de 1815 y la Conferencia de Viena de 1961, que codificó el derecho diplomático).
Pese a que el papa, como persona física, es jefe de Estado, la Santa Sede (sujeto de Derecho internacional) es designada como soberana en los Tratados de Letrán. Así pues, el Estado de la Ciudad del Vaticano es el único sujeto de Derecho internacional cuyo soberano es a su vez sujeto de Derecho internacional (distinto de su Estado).
Algunas propiedades de la Santa Sede en Roma y sus alrededores tienen estatuto extraterritorial en virtud de los Tratados de Letrán, pero sin formar parte del territorio vaticano. La seguridad interior del Estado es responsabilidad de la Guardia Suiza y del Cuerpo de la Gendarmería Vaticana. La seguridad exterior está garantizada por el Estado italiano.

## Geografía
El Estado de la Ciudad del Vaticano consta de la ciudad vaticana propiamente dicha, cuya extensión aproximada es de unas 44 hectáreas y sobre la que ejerce total soberanía, y de otros edificios y lugares, tanto en la ciudad de Roma como en el resto de Italia, que gozan del derecho de extraterritorialidad. Se encuentra a la orilla derecha del río Tíber y la colina vaticana, lugar donde se establecieron los primeros asentamientos en tiempos del cristianismo primitivo.[cita requerida]
Entre ellos, cabe destacar la residencia estival de los papas, el Palacio de Castel Gandolfo con sus jardines, cuya extensión ronda las 55 ha, y que dista unos 34 km de la Urbe; las basílicas mayores de San Juan de Letrán, Santa María la Mayor y San Pablo Extramuros, varios edificios más en la ciudad de Roma: la Cancillería Apostólica, el palacio de San Calixto en el Trastévere, la Curia General de los Jesuitas, la Curia General de los Agustinos junto con el Augustinianum, el Vicariato y el palacio de Propaganda Fide, entre otros, así como el Centro Televisivo de Santa María de Galería.

Vista en 360 grados, desde el domo de la basílica de San Pedro, que permite apreciar buena parte de la Ciudad del Vaticano, con la plaza de San Pedro (al centro) y la ciudad de Roma (al fondo).

### Basílica

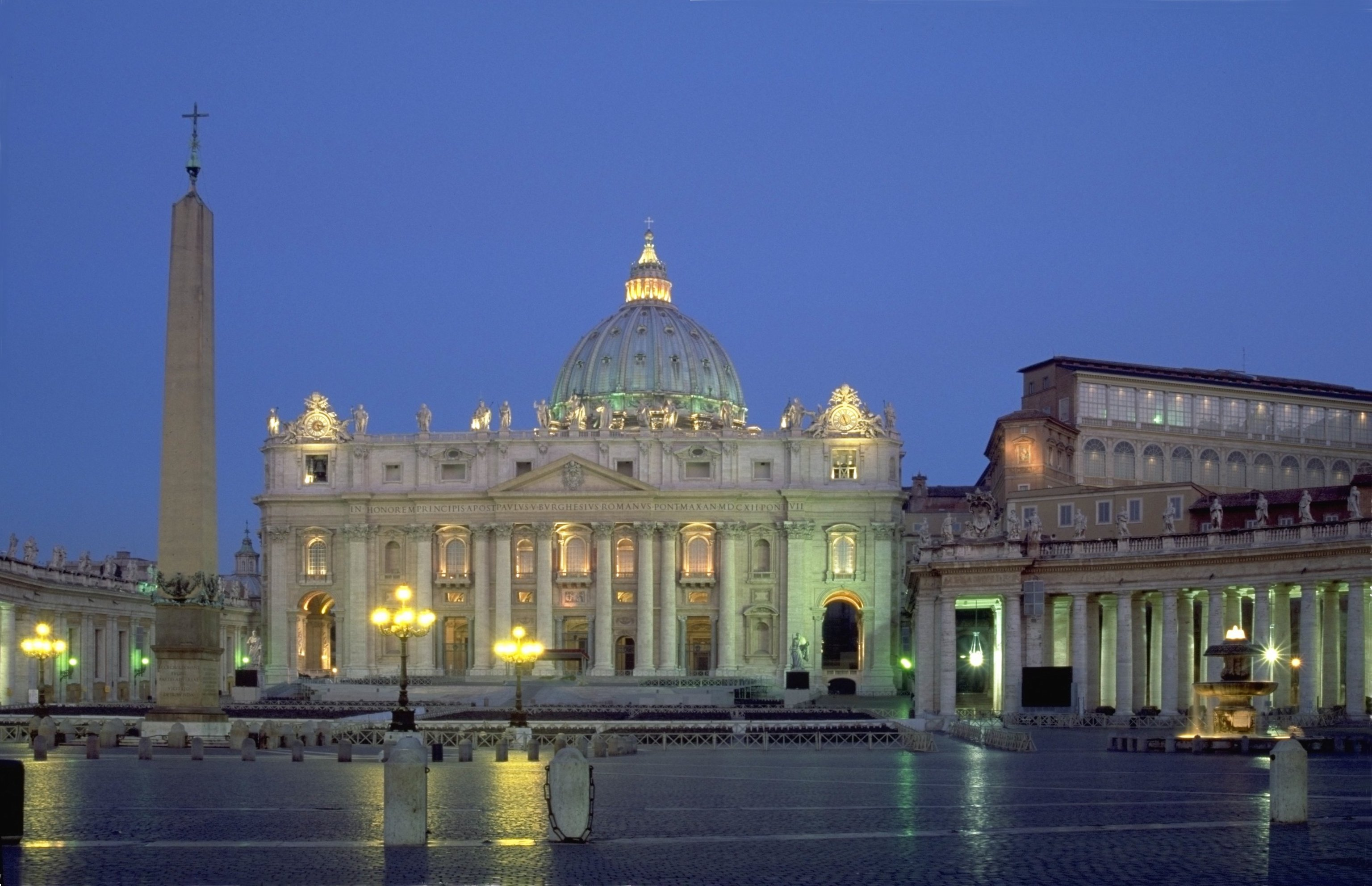
La basílica de San Pedro.

Durante el siglo XV, debido a que la basílica paleocristiana se encontraba bastante deteriorada y amenazaba con poder derrumbarse, el papa Nicolás V encargó su reconstrucción a Bernardo Rosellino en 1452, pero los trabajos se interrumpieron tres años después a la muerte del papa y los muros tan solo alcanzaban a levantarse un metro del suelo.
Es con Julio II en 1506 cuando se reinician las obras acogiendo el diseño propuesto por Bramante, y se terminan con Paulo V en 1626, gracias a las ventas de indulgencias. El nombre de este papa aparece en la fachada de la basílica.
Hubo dos proyectos iniciales, realizados por Bramante y Rafael, respectivamente. El primero es un proyecto de cruz griega y el segundo de cruz latina. Posteriormente, Miguel Ángel retoma el proyecto de cruz griega de Bramante, diseñando también la cúpula de la basílica. El último arquitecto que intervino en la construcción fue Gian Lorenzo Bernini. En la cúpula, con letras de dos metros de alto está escrito Tu est Petrus, et super hanc petram aedificabo eclessia meam, es decir: «Tú eres Pedro, y sobre esta piedra edificaré mi iglesia». En ese mismo lugar se construyó unos mil años antes otra basílica de tres naves longitudinales, paleocristiana. Esta, en el siglo XV, amenazaba con derrumbarse y fue sustituida.
En la actualidad está permitida su visita, incluida la cúpula, siempre teniendo en cuenta que hay que vestir con recato. Está prohibida la entrada con tirantes y pantalones cortos tanto a hombres como a mujeres.[cita requerida]
Desde 1277, está conectada con el Castillo Sant'Angelo por un corredor fortificado, llamado Passetto, de unos 800 metros de longitud.

### Tumba de San Pedro

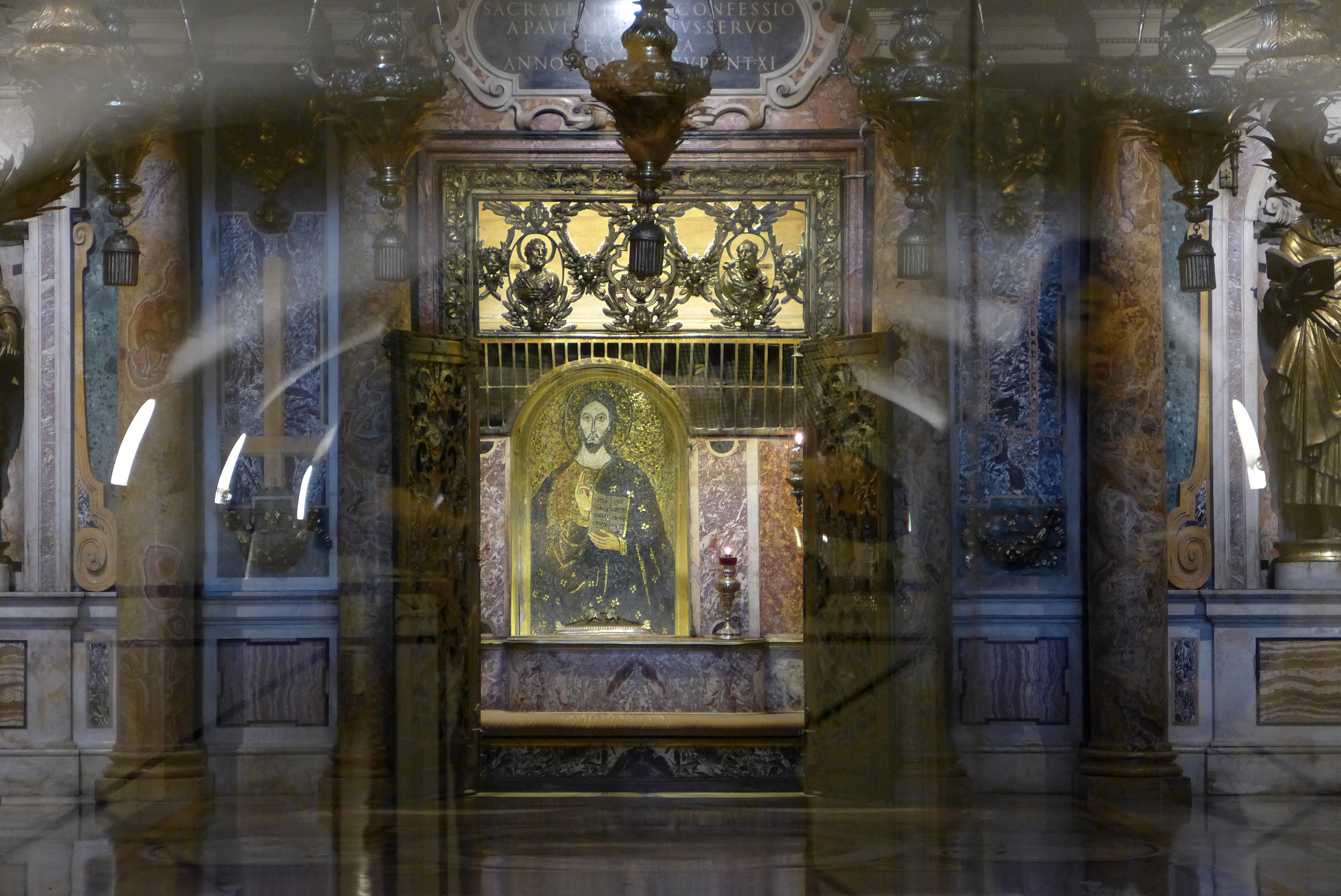
La tumba del apóstol San Pedro en las grutas vaticanas.

En el año 1939, siendo papa Pío XII, y cuando se llevaban a cabo las excavaciones para preparar la tumba de Pío XI, se descubrió un mosaico. Existía una tradición que decía que debajo del altar papal, debajo del baldaquino de Bernini, bajo la cúpula de Miguel Ángel, había una necrópolis, un cementerio, donde había sido enterrado san Pedro, pero de esto todavía no había certeza. Pío XII mandó que siguieran excavando y apareció la necrópolis.
Constantino I el Grande, para agradecer a Cristo que, según él, le había dado la victoria en la batalla de Puente Milvio sobre Majencio, se convierte al cristianismo; en Roma, hay un obelisco en el que se lee: «Aquí fue bautizado Constantino por el papa Silvestre.» Después de ello, Constantino comenzó a construir una serie de templos cristianos; uno de ellos fue la basílica en honor de Pedro, que según él, estaría edificada sobre la tumba del apóstol. Hay indicios que llevan a pensar que él estaba seguro de la localización exacta de la tumba: por ejemplo, empieza a edificar su basílica en la ladera de un monte que tiene mucho desnivel (11 metros), lo que hace realizar un gran trabajo de movimiento de tierra para lograr una explanada (sin maquinarias), aunque no tan lejos tenía un sitio que parecía ideal: la explanada del circo de Nerón, que medía trescientos metros de largo y unos cien de ancho. Construyendo en este sitio se hubiera evitado grandes costos y trabajo. Otras dificultades que se deben haber presentado, además de las técnicas, serían las morales y jurídicas, ya que bajo esta construcción quedaba enterrada una necrópolis que era muy importante en Roma y en la que estaban enterrados personajes importantes de aquella sociedad, como los Flavios y los Valerios.
El papa Pío XII anunció por radio en el tiempo de Navidad de 1950 que se había encontrado la tumba de san Pedro, aunque reconocía que no se podía confirmar con certeza que los restos perteneciesen al mismo. Una vez culminada la investigación sobre dicha tumba en 1952, la profesora Margherita Guarducci, autoridad en epigrafía griega, comenzó a descifrar los grafitos que hay en uno de los muros contiguos a esa tumba. Algunos de ellos, que estaban casi escritos unos sobre otros son: «Pedro, ruega por los cristianos que estamos sepultados junto a tu cuerpo». También se consiguió el logotipo de Pedro, que era como una P y en el palo vertical tres rayas horizontales en forma de llave. Esta profesora concluyó que por allí está la tumba de san Pedro, pues entre los grafitos plasmados en el muro denominado G (de color blanco) y en el adyacente (de color rojo), descifró un grafito que interpretó como: «Pedro está aquí». Al excavar descubrieron un nicho forrado de mármol blanco, que contenía huesos.
La responsabilidad de estudiar estos huesos recayó en Venerato Correnti, profesor y catedrático de Antropología de la Universidad de Palermo. En el estudio definió que en el nicho había huesos humanos y el de un ratón. Con respecto al animal, indicó que se coló por alguna rendija y al no poder salir murió allí. Un detalle interesante es que los huesos de los pies no aparecieron entre los restos hallados, y se puede recordar, que quien era crucificado cabeza abajo (entre los diferentes modos que existían en la crucifixión), se le descolgaba cortando los pies y así el cuerpo caía al suelo.
El papa Pablo VI comunicó al mundo tal hallazgo, en junio de 1968, asegurando que se habían encontrado los restos (reliquias) del apóstol Pedro, aunque sin contar con el consenso de los arqueólogos. La editorial Vaticana publicó un libro escrito por la profesora Guarducci con toda la información y que se titula Las Reliquias de San Pedro.

### Jardines

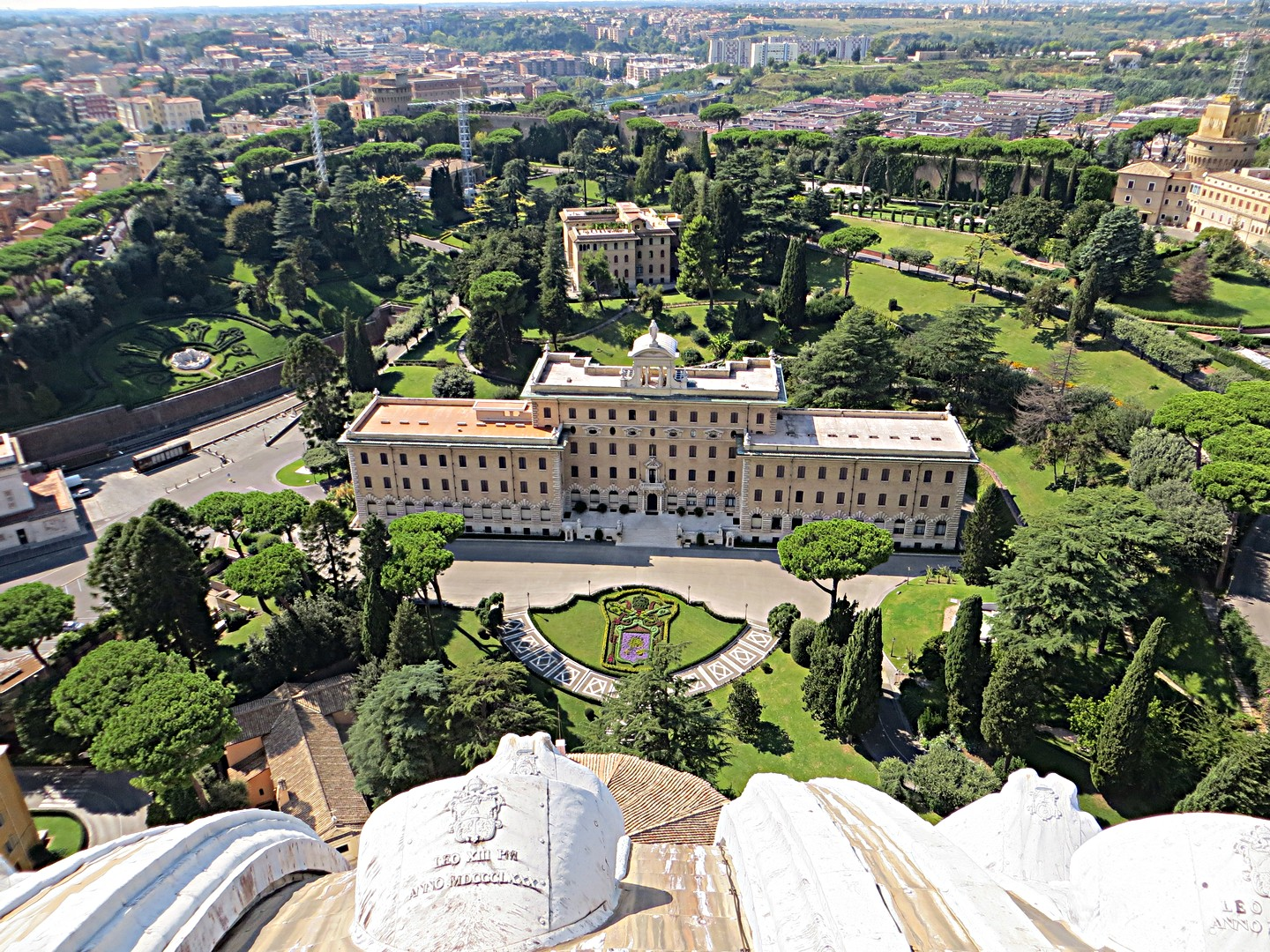
Jardines del Vaticano.

Dentro del territorio de la Ciudad del Vaticano están los Jardines Vaticanos (en italiano: Giardini Vaticani), que representan cerca de la mitad de su territorio. Los jardines, establecidos durante el Renacimiento y el Barroco, están decorados con fuentes y esculturas.
Los jardines cubren aproximadamente 23 hectáreas (0,23 km²). El punto más alto está a 60 metros (197 pies) sobre el nivel medio del mar. Los muros de piedra delimitan la zona en el norte, sur y oeste.
Los jardines datan de la época medieval, cuando los huertos y los viñedos se extendían al norte del Palacio Apostólico Papal. En 1279, el papa Nicolás III (Giovanni Gaetano Orsini, 1277-1280) trasladó su residencia al Vaticano desde el Palacio de Letrán y cerró esta zona con muros. Plantó un huerto (pomerium), un césped (pratellum) y un jardín (viridarium).

### Clima
El clima de la Ciudad del Vaticano, como el de Roma, es un clima templado, mediterráneo con inviernos moderados y lluviosos desde septiembre a mitades de mayo y veranos calurosos y secos que van de mayo a agosto.
| Parámetros climáticos promedio de Ciudad del Vaticano (Roma) | Parámetros climáticos promedio de Ciudad del Vaticano (Roma) | Parámetros climáticos promedio de Ciudad del Vaticano (Roma) | Parámetros climáticos promedio de Ciudad del Vaticano (Roma) | Parámetros climáticos promedio de Ciudad del Vaticano (Roma) | Parámetros climáticos promedio de Ciudad del Vaticano (Roma) | Parámetros climáticos promedio de Ciudad del Vaticano (Roma) | Parámetros climáticos promedio de Ciudad del Vaticano (Roma) | Parámetros climáticos promedio de Ciudad del Vaticano (Roma) | Parámetros climáticos promedio de Ciudad del Vaticano (Roma) | Parámetros climáticos promedio de Ciudad del Vaticano (Roma) | Parámetros climáticos promedio de Ciudad del Vaticano (Roma) | Parámetros climáticos promedio de Ciudad del Vaticano (Roma) | Parámetros climáticos promedio de Ciudad del Vaticano (Roma) |
| Mes                                                          | Ene.                                                         | Feb.                                                         | Mar.                                                         | Abr.                                                         | May.                                                         | Jun.                                                         | Jul.                                                         | Ago.                                                         | Sep.                                                         | Oct.                                                         | Nov.                                                         | Dic.                                                         | Anual                                                        |
| ------------------------------------------------------------ | ------------------------------------------------------------ | ------------------------------------------------------------ | ------------------------------------------------------------ | ------------------------------------------------------------ | ------------------------------------------------------------ | ------------------------------------------------------------ | ------------------------------------------------------------ | ------------------------------------------------------------ | ------------------------------------------------------------ | ------------------------------------------------------------ | ------------------------------------------------------------ | ------------------------------------------------------------ | ------------------------------------------------------------ |
| Temp. máx. media (°C)                                        | 11.9                                                         | 13.0                                                         | 15.2                                                         | 17.7                                                         | 22.8                                                         | 26.9                                                         | 30.3                                                         | 30.6                                                         | 26.5                                                         | 21.4                                                         | 15.9                                                         | 12.6                                                         | 20.4                                                         |
| Temp. media (°C)                                             | 7.5                                                          | 8.2                                                          | 10.2                                                         | 12.6                                                         | 17.2                                                         | 21.1                                                         | 24.1                                                         | 24.5                                                         | 20.8                                                         | 16.4                                                         | 11.4                                                         | 8.4                                                          | 15.2                                                         |
| Temp. mín. media (°C)                                        | 3.1                                                          | 3.5                                                          | 5.2                                                          | 7.5                                                          | 11.6                                                         | 15.3                                                         | 18.0                                                         | 18.3                                                         | 15.2                                                         | 11.3                                                         | 6.9                                                          | 4.2                                                          | 10.0                                                         |
| Precipitación total (mm)                                     | 67                                                           | 73                                                           | 58                                                           | 81                                                           | 53                                                           | 34                                                           | 19                                                           | 37                                                           | 73                                                           | 113                                                          | 115                                                          | 81                                                           | 804                                                          |
| Días de precipitaciones (≥ 1 mm)                             | 7.0                                                          | 7.6                                                          | 7.6                                                          | 9.2                                                          | 6.2                                                          | 4.3                                                          | 2.1                                                          | 3.3                                                          | 6.2                                                          | 8.2                                                          | 9.7                                                          | 8.0                                                          | 79.4                                                         |
| Horas de sol                                                 | 120.9                                                        | 132.8                                                        | 167.4                                                        | 201.0                                                        | 263.5                                                        | 285.0                                                        | 331.7                                                        | 297.6                                                        | 237.0                                                        | 195.3                                                        | 129.0                                                        | 111.6                                                        | 2472.8                                                       |
| Fuente: Servicio Meteorológico, datos de horas de sol        |                                                              |                                                              |                                                              |                                                              |                                                              |                                                              |                                                              |                                                              |                                                              |                                                              |                                                              |                                                              |                                                              |

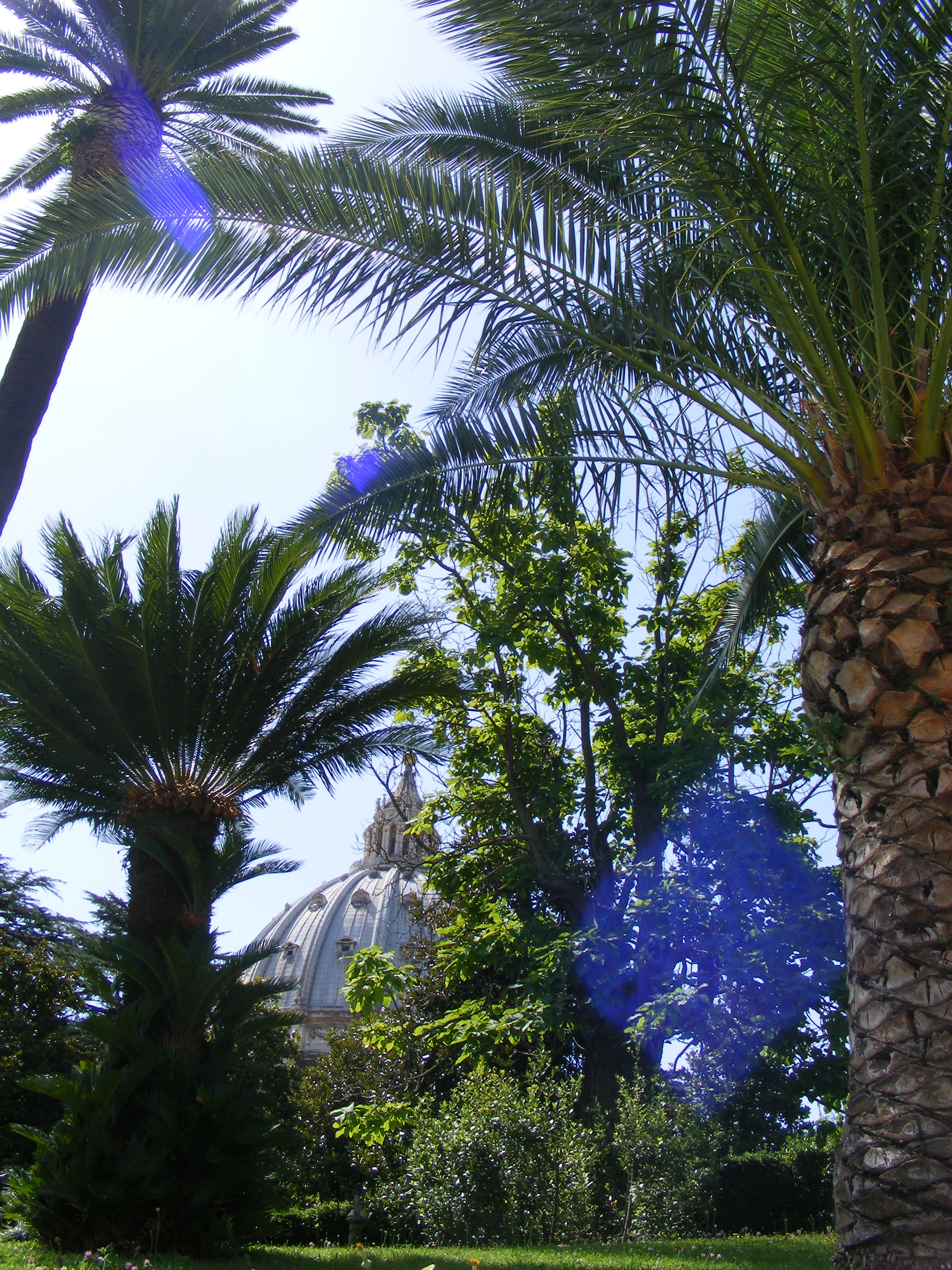
El domo de la Basílica de San Pedro visto desde los Jardines de la Ciudad

En julio de 2007, el Vaticano aceptó una propuesta de dos empresas con sede en San Francisco y Budapest respectivamente, por la que se convertiría en el primer Estado neutral en cuanto a emisiones de carbono, compensando sus emisiones de dióxido de carbono con la creación de un Bosque Climático del Vaticano en Hungría, como un gesto puramente simbólico para animar a los católicos a hacer más para salvaguardar el planeta.
El 26 de noviembre de 2008, el propio Vaticano puso en marcha un plan anunciado en mayo de 2007 para cubrir el techo de la Sala de Audiencias Pablo VI con paneles solares.

## Demografía
Según los datos aportados oficialmente por la web del Estado Vaticano para el 26 de junio de 2023, en el país vivían 764 personas, de los cuales 246 (32,2%) tienen la ciudadanía vaticana, siendo 104 de ellos miembros de la Guardia Suiza, mientras que el resto son personas de la Curia (Papa, cardenales, monjas) y trabajadores. El resto de ciudadanos vaticanos reside en otros países, como personal diplomático de la Santa Sede. La mayor parte de los habitantes cuentan además con nacionalidad italiana o suiza, principalmente.
La Ciudad del Vaticano es el país con una menor proporción de población femenina, ya que se estima que solo residen en su interior 30 mujeres (esposas de personal de la Guardia Suiza, monjas y trabajadoras), lo que supondría un 3,9% de su población.
El promedio anual de nacimientos es de 1 (hijos de la Guardia Suiza), mientras que la media de fallecidos es de 5 personas.

### Nacionalidad
La nacionalidad vaticana no se obtiene por nacimiento, sino por concesión. Es la única en ese tipo. Son ciudadanos de nacionalidad vaticana todos los diplomáticos empleados en las nunciaturas como las embajadas vaticanas de todo el mundo y aquellas personas que ejercen funciones para el Estado de la Ciudad. La nacionalidad vaticana se añade a la nacionalidad de origen y se pierde cuando las personas dejan de ejercer estas funciones.
En el Vaticano residen el sumo pontífice, varios cardenales que ostentan cargos, los miembros del cuerpo diplomático, sacerdotes, religiosos y religiosas, los guardias suizos, y por último algunos hombres y mujeres seglares, en su mayoría empleados en el Estado, junto con sus respectivos cónyuges e hijos.
El número total de personas que ostentan la nacionalidad vaticana es de 618 personas, de las que solo el 39,8% vive en el Vaticano.

## Economía

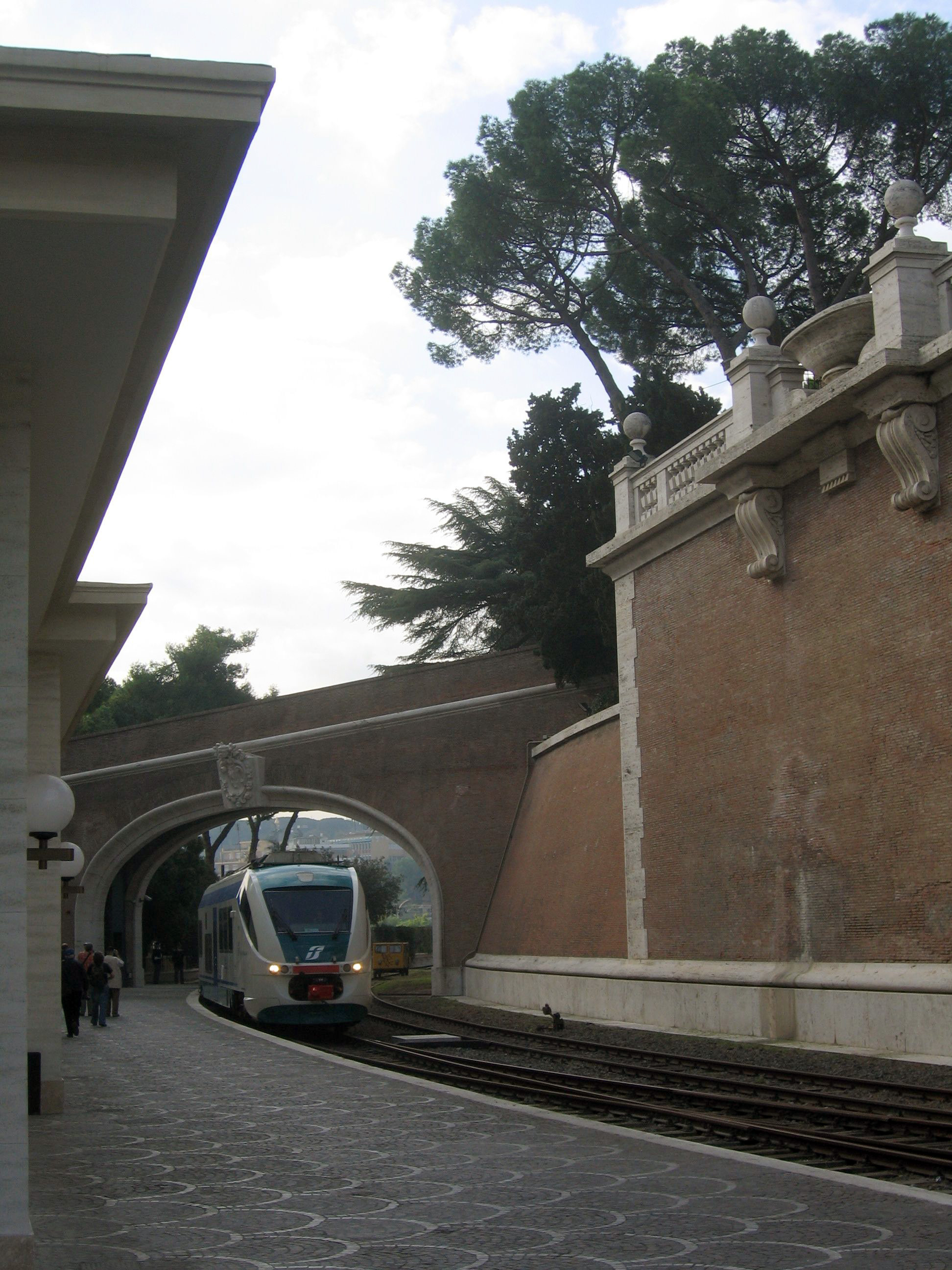
Estación de Ciudad del Vaticano.

El Vaticano no puede mantenerse a merced de la actividad productiva de su propio territorio, limitada a la venta de recuerdos turísticos, libros, sellos y entradas a museos. Pero cuenta con los ingresos de la organización católica en todo el mundo, provenientes de: las aportaciones económicas de los Estados donde cuenta con acuerdos (llamados Concordatos) de financiación (por su tradición católica); las donaciones de los católicos (a nivel personal o empresarial); y los beneficios de las empresas, escuelas, universidades y bancos propiedad de la Iglesia.
La economía estaba seriamente dañada hacia 1979, y tres años más tarde se produjo la quiebra de uno de los bancos más ilustres de Italia, el Banco Ambrosiano, que llevaba las finanzas internacionales del Vaticano, y el asesinato de su director Roberto Calvi: las investigaciones consiguientes revelarían que el banco se dedicaba al blanqueo del dinero de la mafia. Más tarde, el papa Juan Pablo II trasladó la responsabilidad de la economía vaticana a partir de 1984. Cinco años más tarde, el papa lleva a cabo una reestructuración de la organización económica y la dirección de la economía había sido encargada a cinco financieros reconocidos internacionalmente (bajo la supervisión de una comisión de cinco cardenales). La Administración del Patrimonio de la Sede Apostólica se encarga de estos controles.
La población empleada en trabajos dentro del Estado Vaticano en el año 2019 era de 4.618 personas, principalmente italiano, de las cuales el 22% (1.016) eran mujeres.

### Consejo Económico

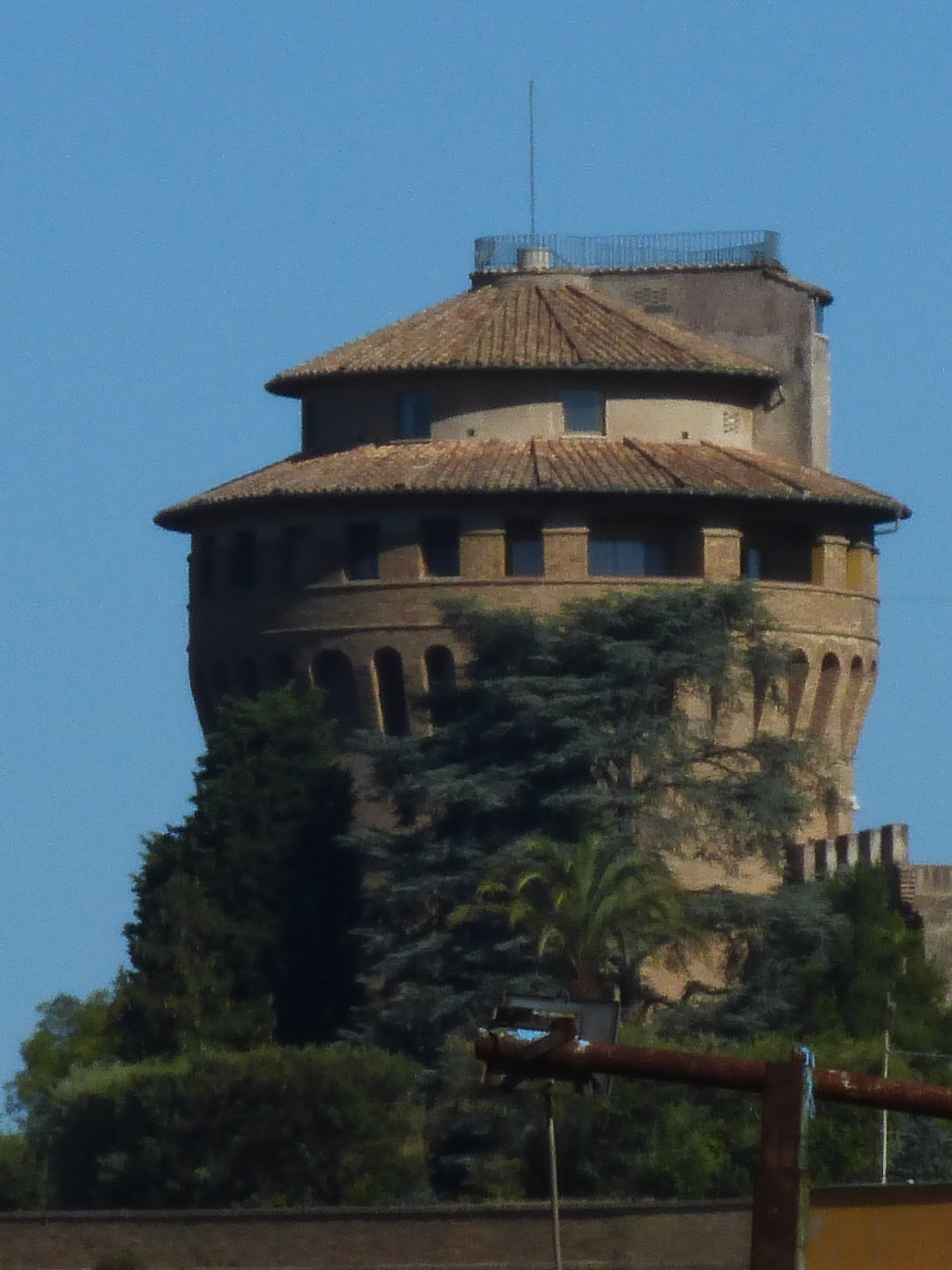
Torre de San Juan (Torre San Giovanni) sede de la Secretaría de Economía del Vaticano (Secretaria rebus oeconomicis praeposita).

El Consejo para la Economía (Consilium rebus œconomici præposita) es un órgano económico de la Curia Romana establecido por el papa Francisco para supervisar la gestión económica de las entidades de la Santa Sede y de la Ciudad del Vaticano.
Con la carta apostólica en forma de motu proprio del 24 de febrero de 2014 Fidelis dispensator et prudens, el papa Francisco instituyó el Consejo para la Economía, la Secretaría para la Economía y el Auditor General.
El Consejo tiene la tarea de vigilar la gestión económica y supervisar las estructuras y las actividades administrativas y financieras de los dicasterios de la Curia Romana, de las instituciones vinculadas a la Santa Sede y del Estado de la Ciudad del Vaticano; está formado por quince miembros, ocho de los cuales son cardenales y obispos y siete laicos expertos en finanzas de diversos países, y está presidido por un cardenal coordinador, asistido por un prelado secretario. El control y la supervisión de las entidades de las que se ocupa el Consejo corren a cargo de la Secretaría para la Economía.
El motu proprio no modifica las tareas de la Administración del Patrimonio de la Sede Apostólica ni de la Autoridad de Inteligencia Financiera.
El 22 de febrero de 2015 se aprobaron los Estatutos del Consejo para la Economía, de la Secretaría para la Economía y del Auditor General.
Según los Estatutos del Consejo, promulgados el 22 de febrero de 2015 por el papa Francisco, el organismo está compuesto por 15 miembros nombrados por un mandato de cinco años; de ellos, ocho son cardenales y obispos y siete son laicos, elegidos entre expertos de diversas nacionalidades. Según lo estipulado en el artículo 5 §3 del Estatuto, el Secretario de Estado y el Prefecto de la Secretaría de Economía participan en las reuniones del Consejo sin derecho a voto.
Los miembros del Consejo son nombrados por el papa a propuesta del coordinador y tras un cuidadoso examen de las competencias de cada uno y de los posibles conflictos de intereses. Los miembros pueden desempeñar su cargo durante un máximo de dos mandatos y hasta que alcancen la edad de 80 años. En caso de que uno de los puestos quede vacante, por ejemplo por haber cumplido ochenta años, corresponde al Coordinador, previa consulta al Secretario de Estado y al Prefecto de la Secretaría para la Economía, proponer al Santo Padre una terna de nombres entre los que éste elegirá al nuevo miembro (art. 6 §3).
El consejo está dirigido por un cardenal coordinador (el cardenal Reinhard Marx, desde el 8 de marzo de 2014) y una vicecoordinadora (la profesora Charlotte Kreuter-Kirchhof, desde el 25 de octubre de 2021), ambos nombrados por el papa. El Consejo cuenta también con un prelado secretario, nombrado por el papa ad quinquennium (art. 5 §4).

### Monedas
La lira vaticana estaba a la par con la lira italiana, que también circulaba como moneda válida dentro de la Ciudad del Vaticano. Estas unidades monetarias cambiaron con la entrada en vigor de la moneda única europea. Por acuerdo con Italia, en representación de la Unión Europea, la moneda vaticana es el euro, con diseño propio y aceptación en toda la zona euro. Dado que el Vaticano no tiene casa de moneda propia, ha establecido un acuerdo con Italia para su acuñación. El valor total de las monedas acuñadas no puede exceder de un millón de euros anuales.

### Finanzas del Estado

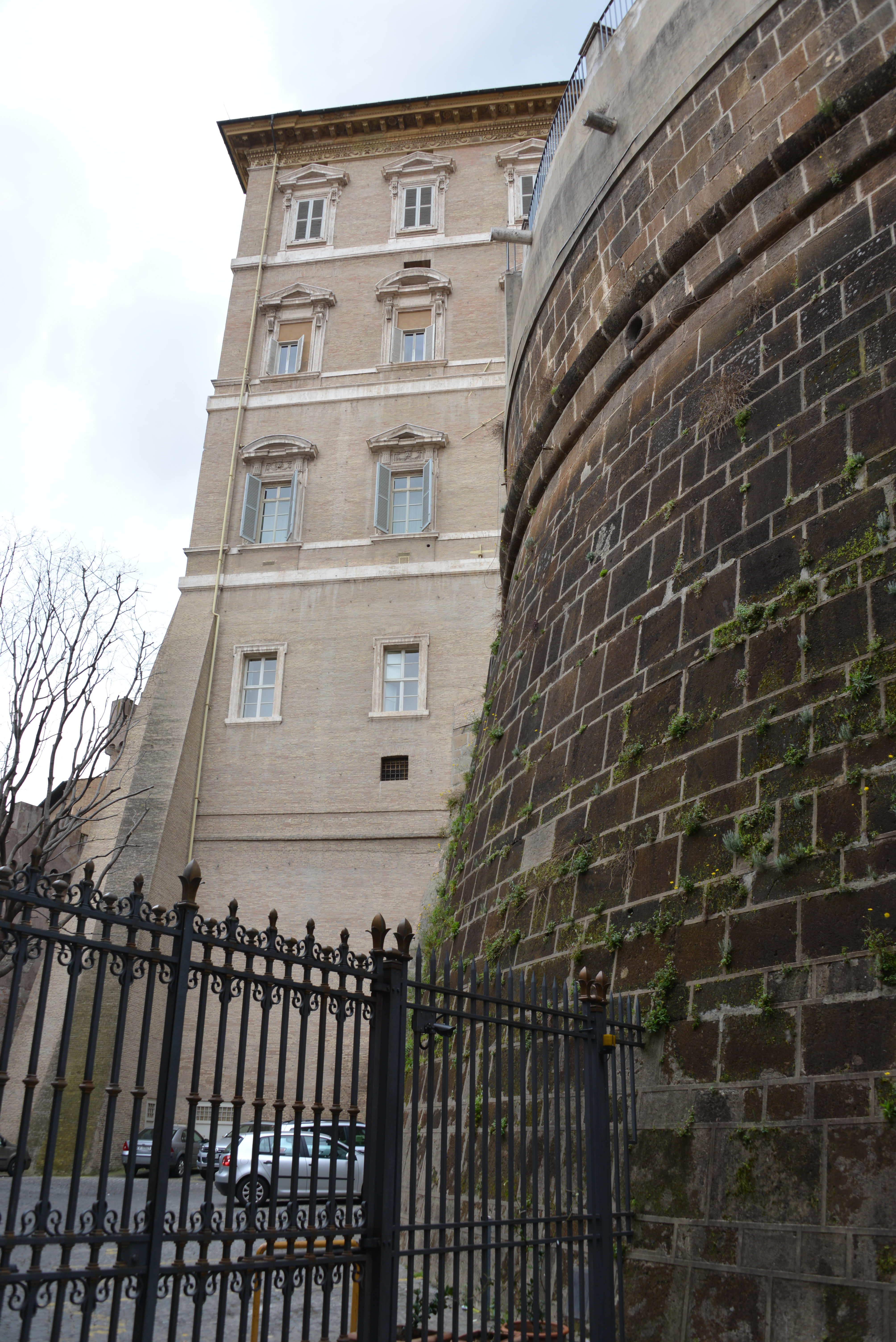
El Instituto para las Obras de Religión conocido como Banco Vaticano en la Torre de Nicolás V (Torre di Niccolò V).

Las principales fuentes de ingresos del Vaticano, aparte de los ingresos procedentes de la propiedad inmobiliaria, que está exenta del impuesto sobre bienes inmuebles, son las empresas del Vaticano. Los beneficios del supermercado, así como los excedentes de la gasolinera vaticana, la farmacia y la tienda de ropa van a parar a las arcas del Estado. Los pagos con tarjeta en estos establecimientos se interrumpieron el 1 de enero de 2013, pero volvieron a permitirse apenas unas semanas después El motivo aducido fue que el Vaticano no cumplía las normas internacionales sobre blanqueo de capitales. Por tanto, no se permitiría al operador de las terminales, la filial italiana del Deutsche Bank, seguir operando en el Vaticano.
Otros ingresos proceden de los puestos de recuerdos, las entradas y las donaciones. De media, cada año se donan al Vaticano unos 85 millones de euros. Otras fuentes de ingresos son la venta de monedas de euro vaticanas y monedas conmemorativas, así como de sellos. El alquiler de unas 2.400 propiedades fuera del Vaticano también garantiza unos ingresos regulares.
Además, el Vaticano posee oro almacenado en Nueva York, y se cree posee 850 propiedades con un valor estimado de 1.500 millones de euros, así como tesoros artísticos de inestimable valor intangible, de los que el papa Juan Pablo II dijo: «No están a la venta, pertenecen a todas las personas».
Los ingresos procedentes de los impuestos eclesiásticos, así como determinados gastos, están expresamente excluidos del balance del Estado. Éstos fluyen directamente a las diócesis y congregaciones religiosas de todo el mundo, que, no obstante, sostienen la labor del papa, las congregaciones vaticanas, los concilios y los tribunales eclesiásticos con sumas millonarias. Según diversas diócesis de Alemania, la Iglesia católica se considera expresamente Iglesia universal y, dado que el Vaticano desempeña importantes tareas de carácter general, todas las diócesis alemanas contribuyen en consecuencia con una cuota anual a las tareas de la Iglesia universal a través de la Asociación de Diócesis de Alemania.
Aunque la Ciudad del Vaticano no es miembro de la Unión Europea, el euro (como moneda sucesora de la lira vaticana, que en su momento equivalía a la lira italiana) es el medio de pago oficial a través de acuerdos bilaterales. Sin embargo, el comercio con el Vaticano está sujeto a la misma normativa aduanera que el comercio con los países no pertenecientes al Mercado Único Europeo.
En 2008, el presupuesto incluía unos gastos equivalentes a 356,8 millones de dólares sobre unos ingresos equivalentes a 355,5 millones de dólares. El obispo Carlo Maria Viganò, como secretario general de la administración económica del Vaticano, reestructuró el presupuesto, haciéndolo pasar de unas pérdidas de unos 8 millones de euros en 2009 a un superávit de más de 34 millones de euros en 2010.

## Medios de comunicación

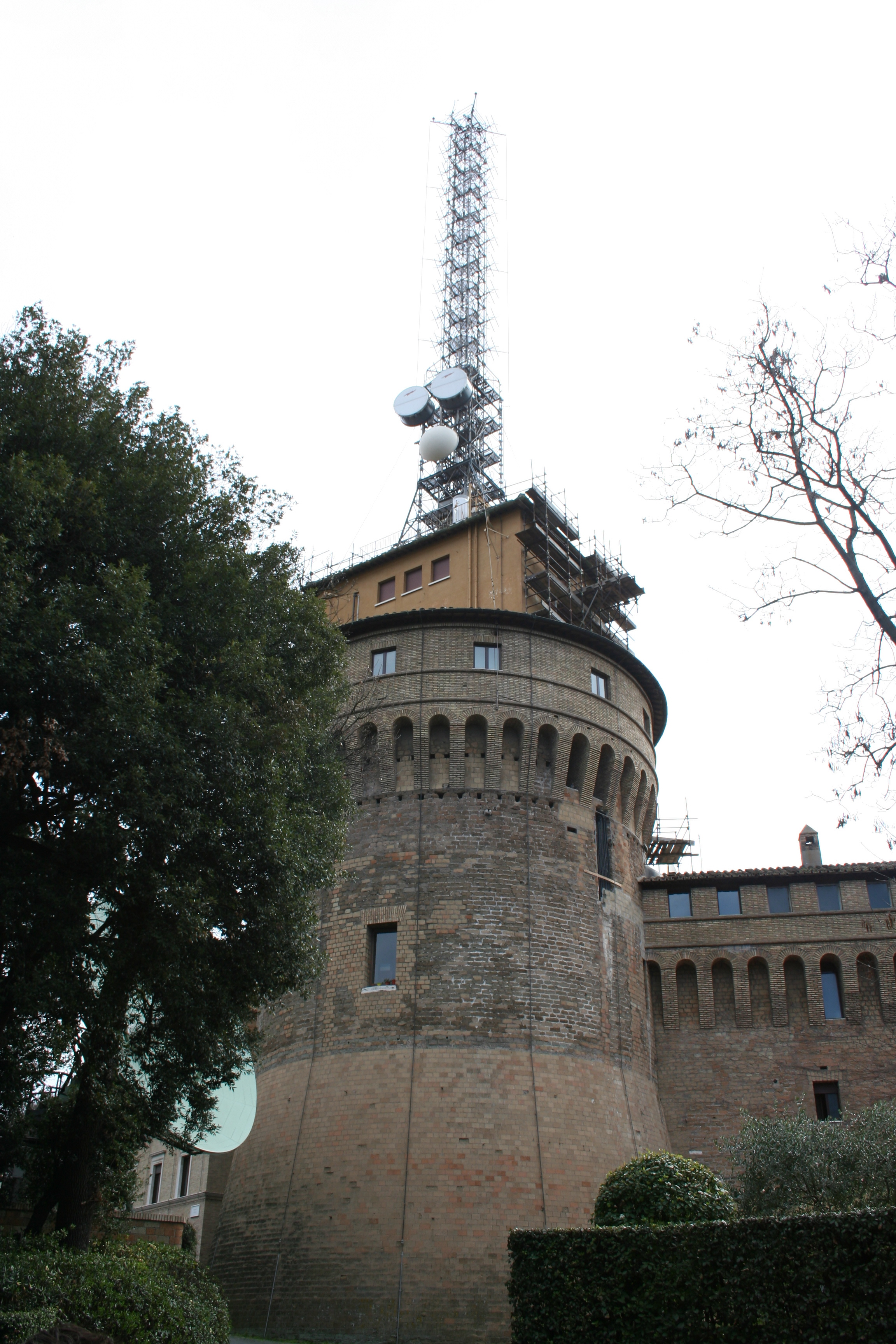
Antena de Radio Vaticano.

La Ciudad del Vaticano emite sus propios sellos postales, tiene su propio periódico (L'Osservatore Romano), una emisora de radio (Radio Vaticano) y una televisión (Centro Televisivo Vaticano).
Además tiene distintas fundaciones, academias y universidades pontificias.

### Servicio telefónico
El Estado Vaticano cuenta con un servicio de teléfonos que dispone de modernas instalaciones para la comunicación tanto interna como externa de la ciudad y personal altamente capacitado. Téngase en cuenta que no existe el derecho a la confidencialidad de las comunicaciones telefónicas o de otro tipo. La ciudad-Estado consta de una compleja infraestructura de redes por la que consta de una completa autonomía.

### Transporte
En el ámbito del transporte terrestre, la ciudad cuenta con su propia pero reducida red ferroviaria; esta conecta la única estación de tren que hay en suelo vaticano (estación de Ciudad del Vaticano) con la red ferroviaria italiana mediante la estación de Roma San Pedro, ya en suelo italiano. Asimismo los servicios de ómnibus desde la ciudad de Roma son frecuentes.
En el ámbito del transporte aéreo la ciudad posee un helipuerto en su extremo ponentino.
El Vaticano otorga a través del registro de vehículos vaticanos una patente a los automóviles de dicha ciudad-Estado. Los automóviles que son del gobierno llevan las siglas SCV y los que son de los ciudadanos CV.

#### Vehículos eléctricos
El Vaticano es uno Estados que ha promovido iniciativas para disminuir la contaminación atmosférica, ya que promueve el uso de vehículos eléctricos. Dentro del territorio vaticano se han instalado doce torres de carga para autos eléctricos.
A finales del año 2019, Roberto Mignucci, director técnico vaticano, esperaba que estuviesen instaladas una veintena de esas estructuras.
Se trata de estaciones de carga de 22 kW y permiten que hasta dos autos se recarguen al mismo tiempo. Su uso es sencillo. Basta con presentar una tarjeta y conectar el vehículo a la columna.

## Cultura

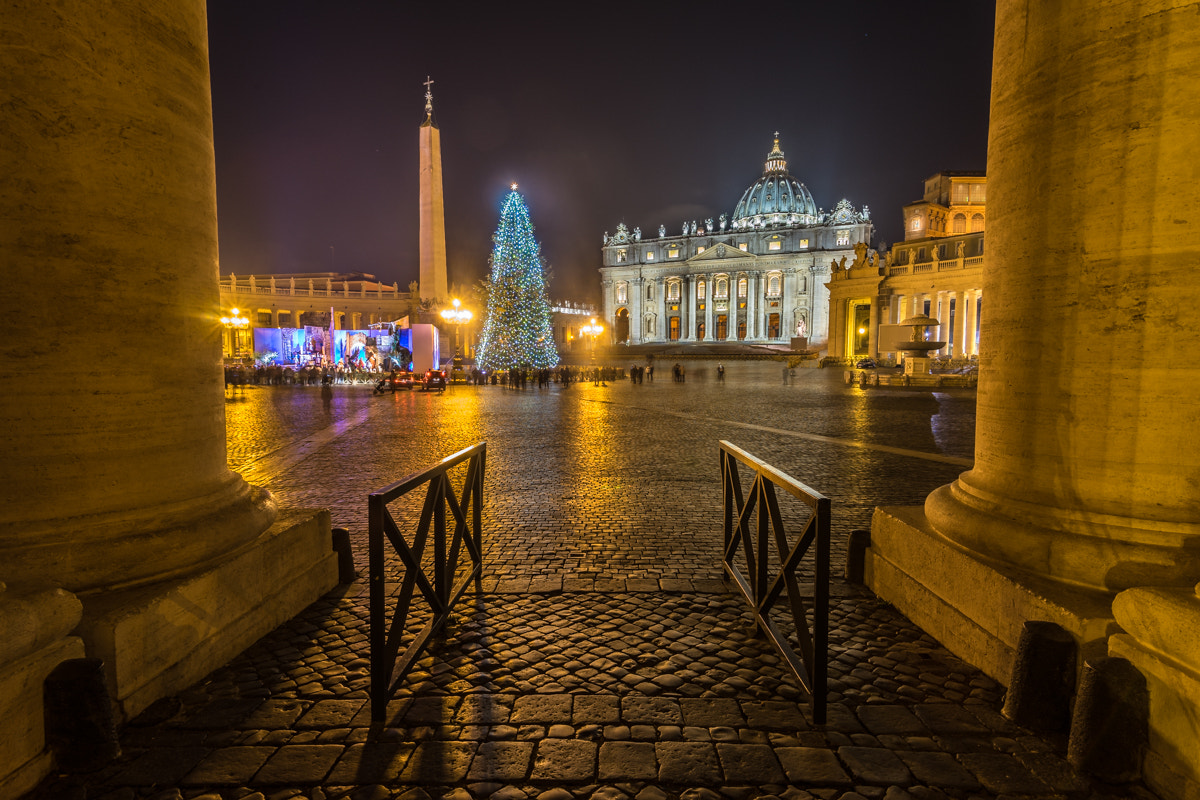
Un árbol de Navidad durante la celebraciones por el Nacimiento de Jesús, en el Vaticano

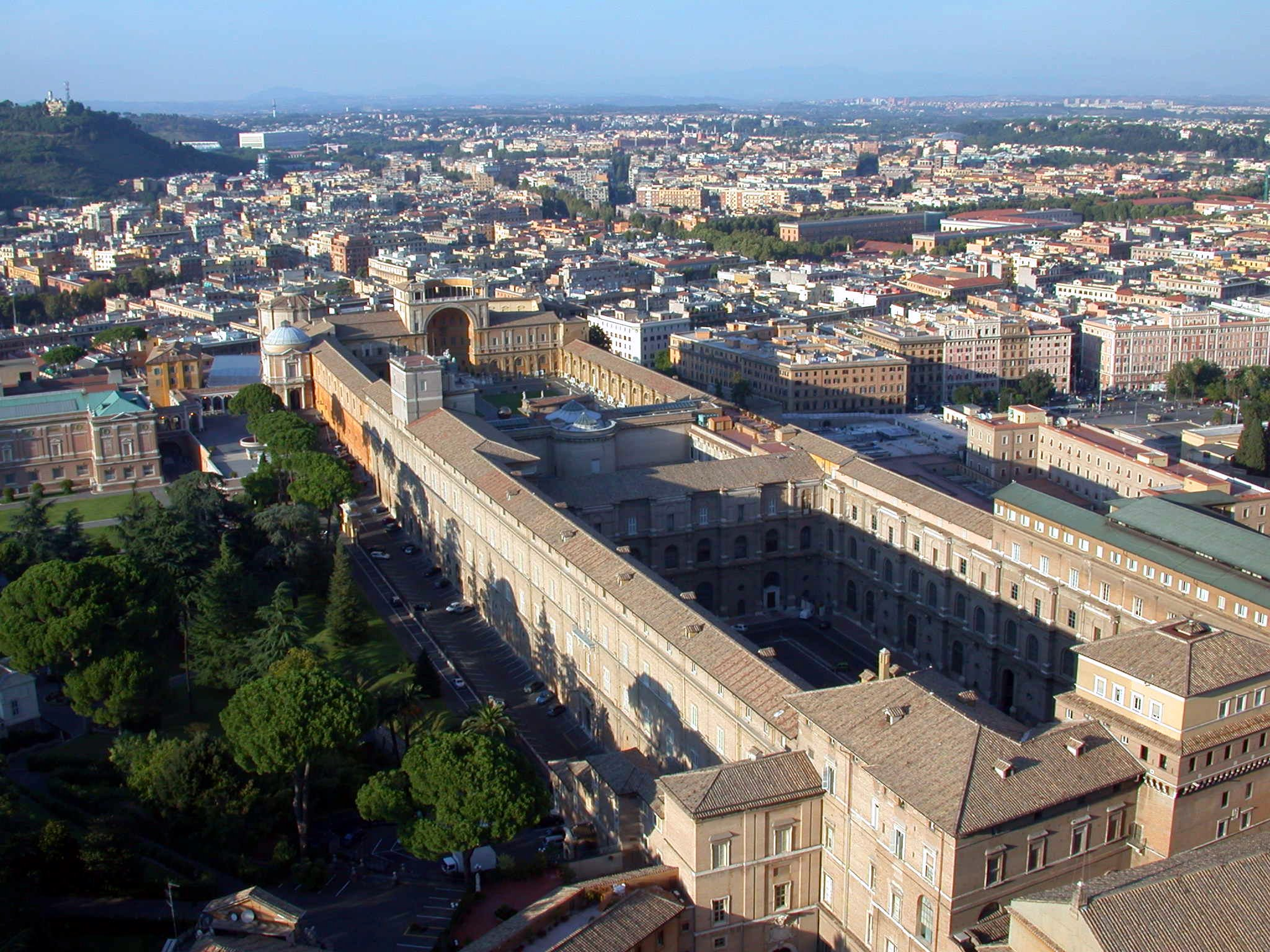
Museos Vaticanos.

La cultura del Vaticano es obviamente correspondiente a la cultura de la religión católica, aunque se abre también al arte de otras culturas, y su mayor exponente son las obras de arquitectura, como la basílica de San Pedro, la plaza de San Pedro, la Capilla Sixtina y los Museos Vaticanos.
Entre los Museos Vaticanos se encuentran: el Museo Gregoriano de arte egipcio y de arte etrusco, el Museo Pío Clementino, el Museo Chiaramonti y la Pinacoteca Vaticana.
Muchos artistas y arquitectos famosos como Bramante, Miguel Ángel, Rafael y Bernini trabajaron en importantísimas obras artísticas que hoy se pueden admirar en los edificios vaticanos.
Mezcla única de historia, religión y arte, la Ciudad del Vaticano, el estado independiente más pequeño del mundo, es un tesoro de patrimonio religioso, histórico y artístico. Como centro espiritual y administrativo de la Iglesia Católica, ofrece una experiencia cultural destacada en Europa.
La Ciudad del Vaticano es el epicentro de la fe católica. La Basílica de San Pedro, una de las iglesias más grandes del mundo, se erige como símbolo del catolicismo. La basílica está construida sobre la tumba de San Pedro, uno de los apóstoles de Jesús y el que los católicos llaman el primer papa, lo que la convierte en lugar de peregrinación para millones de fieles cristianos. La atmósfera espiritual impregna cada rincón de la ciudad, con misas diarias, audiencias papales y ceremonias religiosas que atraen a creyentes de todo el mundo.
El Vaticano es un museo vivo de arte y arquitectura renacentistas. Los Museos Vaticanos albergan una extensa colección de obras de arte amasadas por la Iglesia Católica a lo largo de los siglos. Entre sus muros se encuentran obras maestras de Miguel Ángel, Rafael y Leonardo da Vinci. Destaca la Capilla Sixtina, con los emblemáticos frescos de Miguel Ángel, que muestran el genio artístico del Renacimiento.

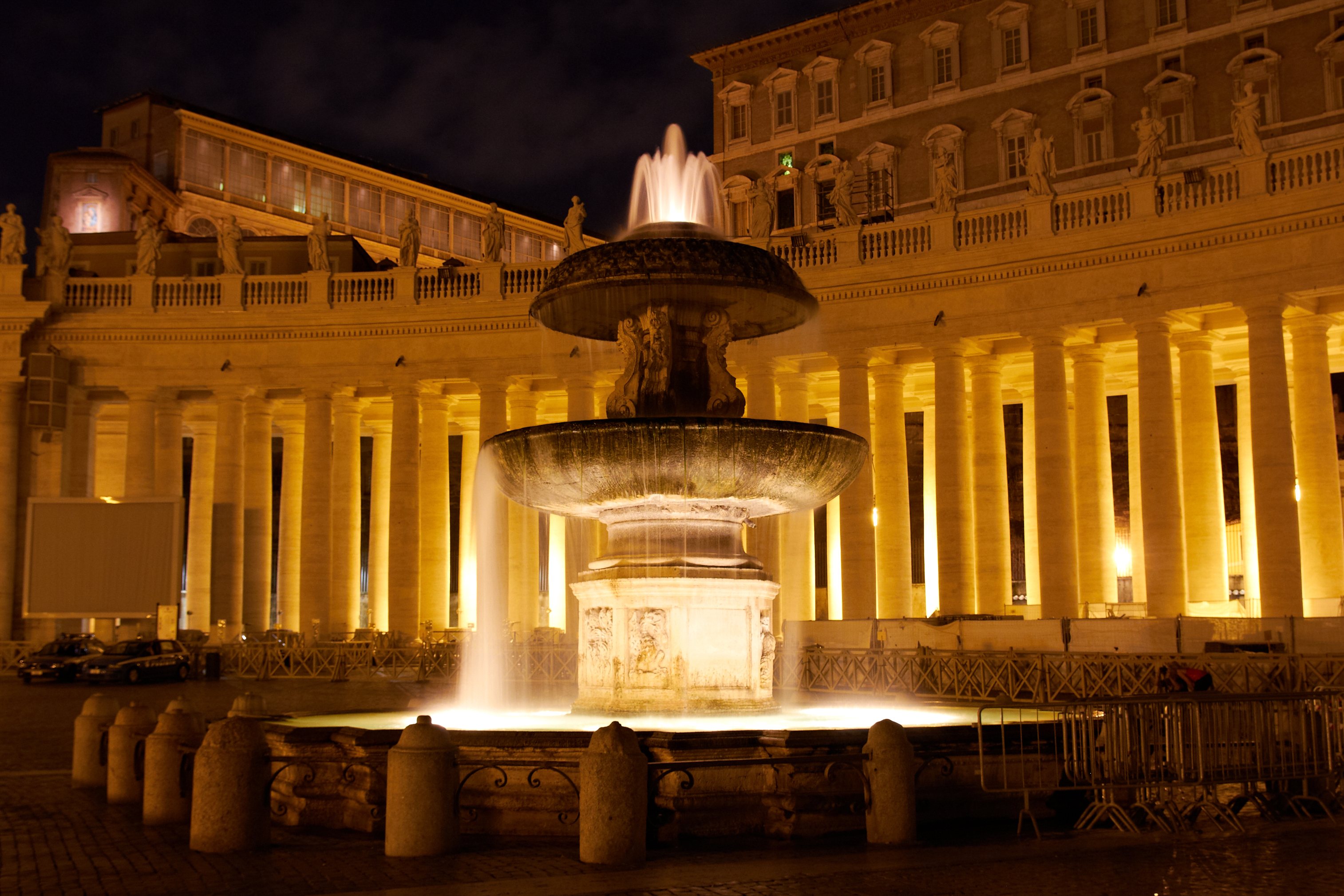
La fuente de Carlo Maderno vista en la noche

Los exuberantes Jardines Vaticanos, que ocupan aproximadamente la mitad de la ciudad, ofrecen una serena escapatoria de las bulliciosas multitudes en Roma. Estos jardines, adornados con fuentes, esculturas y plantas exóticas, han sido un lugar de meditación y reflexión para los Papas desde el Renacimiento. Son un testimonio de la dedicación de la ciudad a preservar la belleza natural y la tranquilidad.
La Ciudad del Vaticano acoge numerosos eventos culturales que celebran su rico patrimonio. La Biblioteca Vaticana, una de las más antiguas del mundo, organiza exposiciones y conferencias que atraen a estudiosos y aficionados. Las celebraciones anuales de Navidad y Pascua, marcadas por elaboradas liturgias y procesiones, son hitos culturales que muestran el fervor religioso y la tradición de la ciudad.
La cultura de la Ciudad del Vaticano es una mezcla única de profunda devoción religiosa, un patrimonio artístico sin parangón y el compromiso de preservar sus tesoros históricos y naturales. Se erige como un faro de fe, arte y diplomacia, ofreciendo a los visitantes una profunda experiencia cultural que trasciende su pequeño tamaño físico. La perdurable influencia del Vaticano en la escena mundial es testimonio de su rico y polifacético legado cultural.

### Gastronomía
En noviembre de 2006 se publicó un libro que revela la cocina del Vaticano, y que realiza un recorrido por la gastronomía histórica desde el primer papa hasta nuestros días, aderezado con una colección de recetas que incluyen menús tan representativos como el de la Última Cena o los platos favoritos de muchos de los papas. La autora del libro comenta que la gastronomía de este país es «una de las más complejas y ricas del mundo, mucho más que la de cualquier Casa Real».

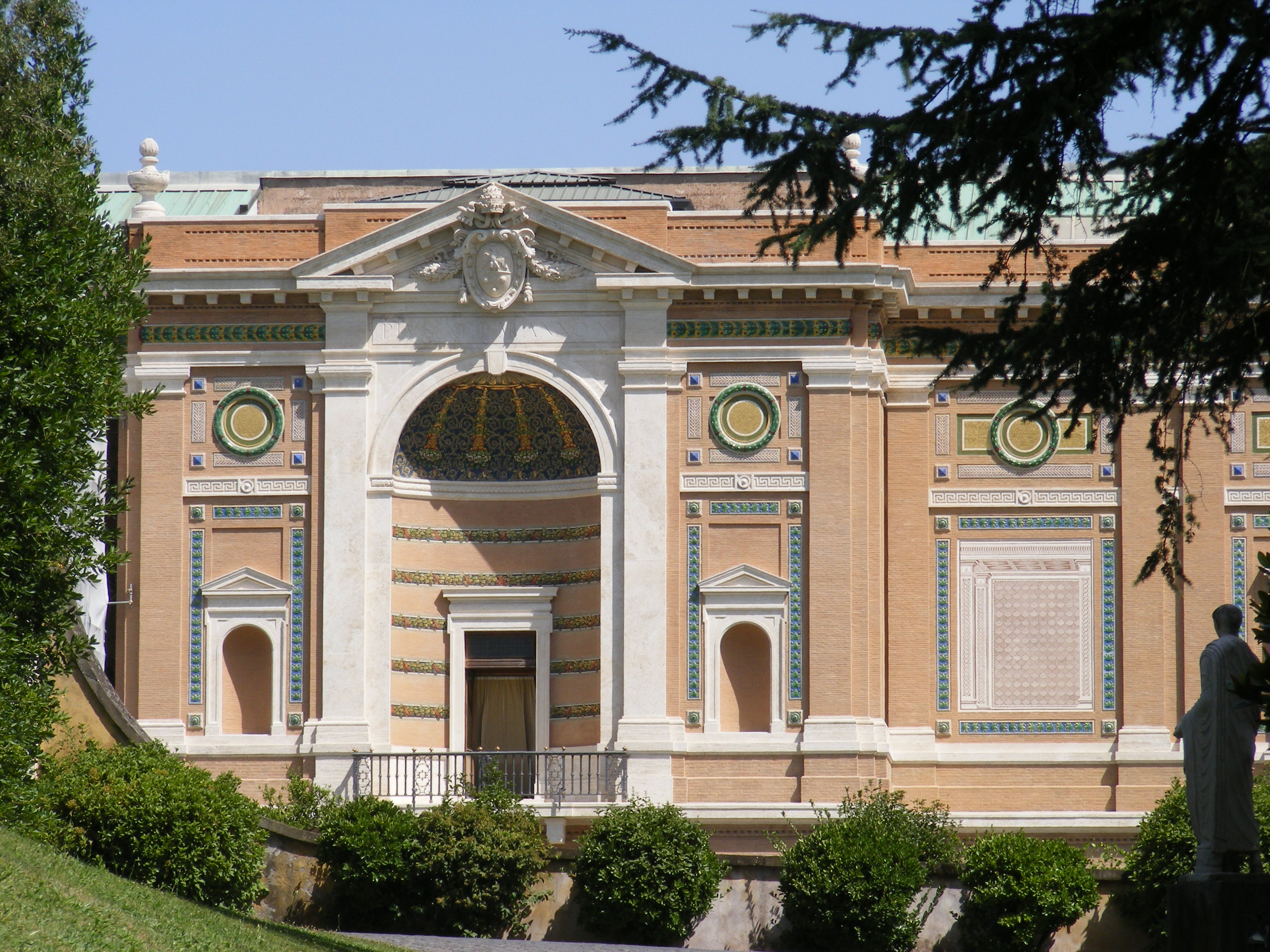
Pinacoteca Vaticana.

El libro contiene además datos curiosos sobre los orígenes de algunas de las numerosas recetas que se inventaron en esta Ciudad, como por ejemplo la salsa verde (también llamada salsa vaticana), la salsa carmelita o la cocción al baño maría, además de información sobre protocolo y numerosas referencias que muestran la indisoluble unión entre la historia y la gastronomía de los papas.

### Ciencia
Siguiendo los pasos de la Pontificia Academia de los Nuevos Lincei fundada por el papa Pío IX en 1847, el papa Pío XI dio origen en 1936 a la Pontificia Academia de las Ciencias, que, con sede en la Casina Pio IV, garantiza la libertad académica para contribuir a las ciencias matemáticas, físicas (incluidas la astronomía, las ciencias de la Tierra, la física y la química) y naturales (por ejemplo, medicina, neurociencia, biología, genética, bioquímica), y afrontar cuestiones epistemológicas, con intereses también en la historia de la ciencia. Entre los académicos, se encuentran o se encontraban el astrofísico Martin John Rees, el matemático Cédric Villani, el físico teórico Edward Witten, los Premios Nobel de Química Jennifer Doudna y Emmanuelle Charpentier, y Ernest Rutherford, los genetistas Luigi Luca Cavalli-Sforza y Francis Collins, el pionero de los trasplantes de cabeza Robert J. White, el Premio Nobel de Fisiología o Medicina Alexander Fleming.

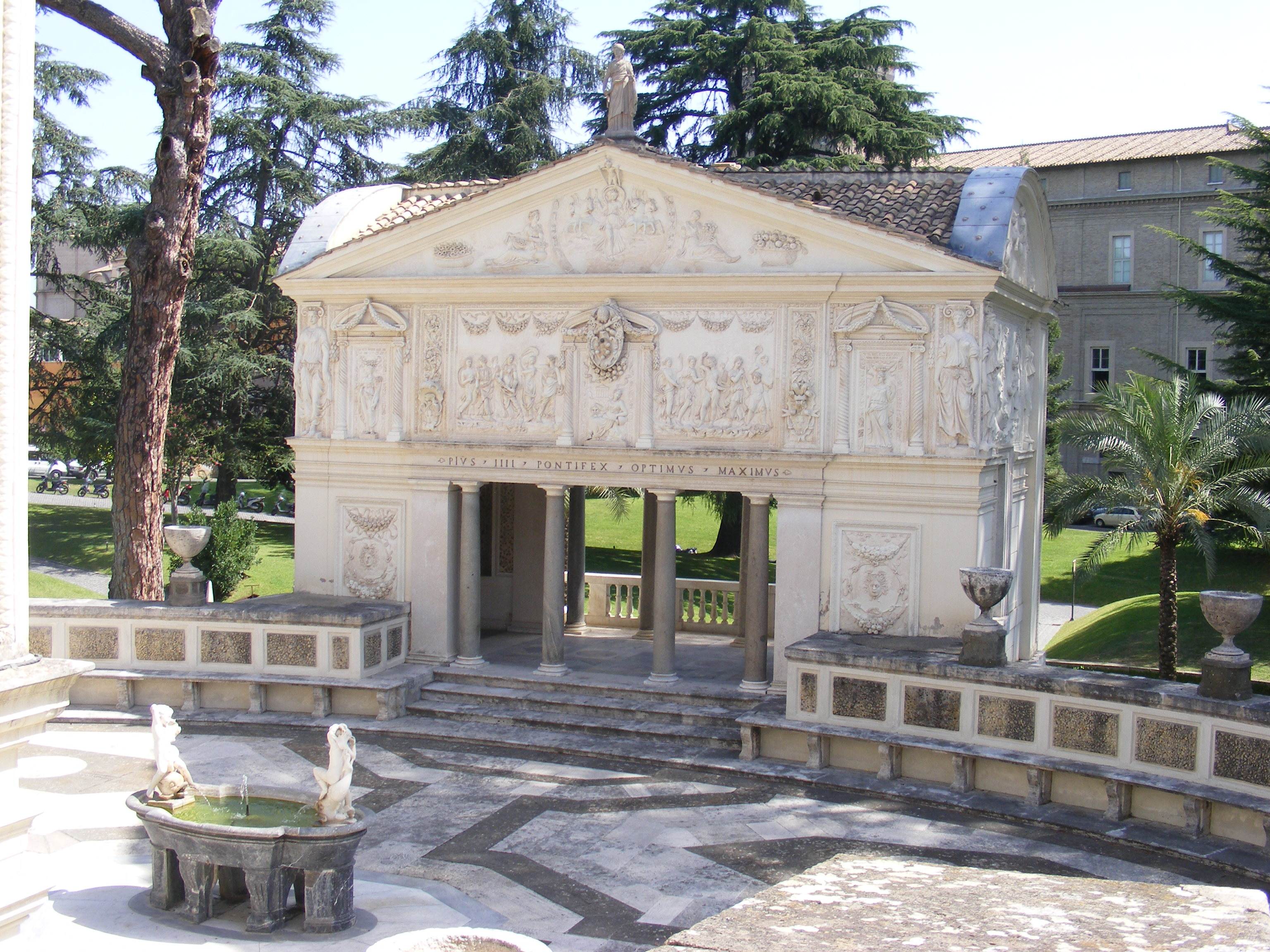
Academia Pontificia de las Ciencias.

La Pontificia Academia de Ciencias Sociales es otra academia pontificia de la Santa Sede situada en la Ciudad del Vaticano, que se ocupa también de antropología, ciencias de la comunicación, ciencias de la información, cibernética, economía, educación, geografía, historia, derecho, lingüística, ciencias políticas, psicología, ciencias del comportamiento, sociología y demografía. La sede de la Pontificia Academia para la Vida, cuyos dominios son la bioética y la ética de la tecnología, se encuentra en el complejo de San Calixto, propiedad extraterritorial del Vaticano.
Algunos de los telescopios vaticanos de la institución astronómica denominada Observatorio Vaticano participaron en la creación de la Carte du Ciel, pero progresivamente se han vuelto inútiles o limitados para fines de investigación debido a la contaminación lumínica de sus emplazamientos: Ciudad del Vaticano (los Jardines de la Ciudad del Vaticano y cerca de la Basílica de San Pedro) y el Palacio extraterritorial vaticano de Castel Gandolfo. Sin embargo, el Observatorio Vaticano, cuyos orígenes se remontan al siglo XVI, sigue contribuyendo a la investigación astronómica, especialmente a través de una asociación con la Universidad de Arizona y el Telescopio Vaticano de Tecnología Avanzada, infrarrojo y óptico, situado en Arizona, así como a la educación astronómica y a proyectos de «divulgación científica».
Como miembro de la Unión Astronómica Internacional y del Centro Internacional de Astrofísica Relativista, se ocupa también de la investigación sobre modelos cosmológicos, clasificación estelar, estrellas binarias y nebulosas. Además, ha contribuido a los estudios filosóficos interdisciplinarios en el Centro de Teología y Ciencias Naturales de Berkeley (California) y a la investigación sobre la historia de la astronomía gracias a su amplia biblioteca, que también incluye una colección de meteoritos.

### Arquitectura

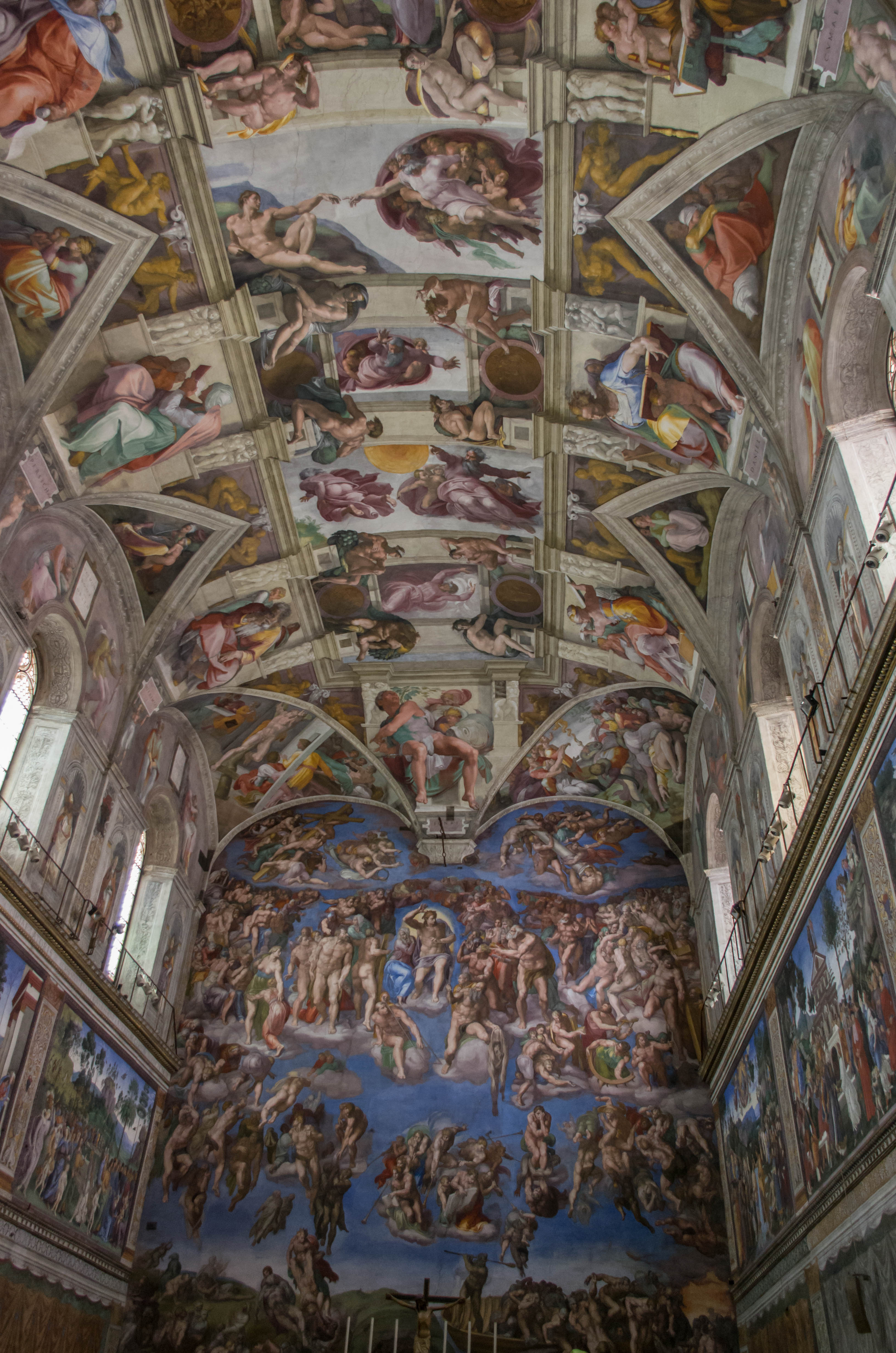
Frescos de Miguel Ángel en la Capilla Sixtina.

La Ciudad del Vaticano se ha convertido a lo largo de varios siglos en una de las áreas con la arquitectura más sorprendente del mundo y en patrimonio cultural de la humanidad. El área del Vaticano es pequeña y está formada por varios monumentos famosos. La arquitectura de la Ciudad del Vaticano, dominada por la arquitectura religiosa, se caracteriza por varios estilos arquitectónicos como el romano, barroco y gótico con el tiempo diferente, más representativo de los edificios se concentran en el período medieval y los siglos XVI-XVIII.
Hay pocos ejemplos de arquitectura romana en la Ciudad del Vaticano. En el siglo IV d. C., el emperador Constantino I construyó una basílica sobre un pequeño santuario que se creía que marcaba el lugar de enterramiento de San Pedro. La basílica de Constantino es la predecesora de la basílica de San Pedro. Las ventanas eran pequeñas y estaban a mayor altura del suelo, lo que convertía la basílica en un lugar oscuro con una luz mortecina que hacía que el entorno resultara misterioso. En cuanto al aspecto estético de la arquitectura romana, la basílica de Constantino refleja las características de la arquitectura romana es enorme y complejo, haciendo hincapié en el contraste entre la luz y la oscuridad (permitiendo que la luz brille en el pequeño agujero de la estrella de la mañana), pero la decoración del edificio es simple y áspera. En cuanto a la elaboración técnica, la basílica de Constantino refleja el diseño y la construcción de edificios románicos se basan en bóvedas, cubriendo el espacio con una estructura curva de piedras. La basílica de Constantino también refleja la forma de arte de la arquitectura romana tiene una relación primaria y secundaria que el edificio es dominante, mientras que otras actividades artísticas, como la pintura, la escultura están en una posición subsidiaria.
El Renacimiento temprano (siglos XIV-XV) tuvo lugar en Florencia, seguido de un Renacimiento romano desde mediados del siglo XV hasta mediados del XVI. En el siglo XV se construyeron la Biblioteca Vaticana y la Capilla Sixtina. El papa Nicolás V inició en 1447 la construcción del Palacio Apostólico, fundó la Biblioteca Vaticana y encargó al arquitecto Bernardo Rossellino el diseño de la nueva Basílica de San Pedro y al pintor Fra Angelico la decoración de la Capilla Nicolina.

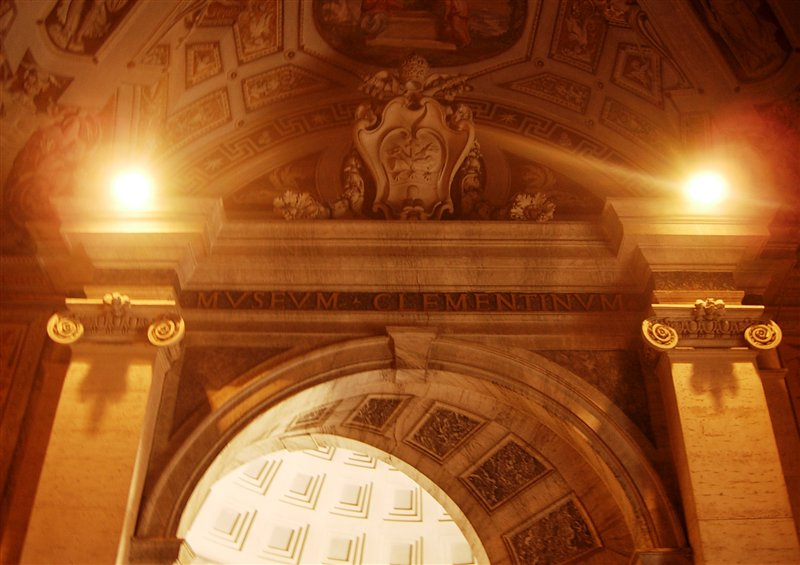
Museo Pio Clementino

En 1471, el papa Sixto IV encargó la construcción de una nueva capilla, la Capilla Sixtina, que es una de las principales atracciones dentro de los Museos Vaticanos, con la decoración pictórica de artistas como Sandro Botticelli y Pietro Perugino, que más tarde, en 1508, Miguel Ángel Buonarroti repintó por orden del papa Julio II. Estas arquitecturas reflejan las características del siglo XV, en el que la mayoría de los edificios parecen patios, de tres plantas, construidos sobre la calle, el plano tiende a ser compacto y ordenado, y sólo se destaca una fachada en la forma bajo el patrocinio del papa, el apogeo del Renacimiento (primera mitad del siglo XVI) tuvo lugar en el centro histórico de Roma, que ahora forma parte de la Ciudad del Vaticano.
Durante el Renacimiento, la sociedad europea experimentó un renovado interés por las ideas y las técnicas artísticas del mundo clásico grecorromano, lo que llevó a que en el diseño de gran parte de los edificios del Vaticano, sobre todo en el caso de la basílica de San Pedro, destacaran características y motivos de la arquitectura clásica.

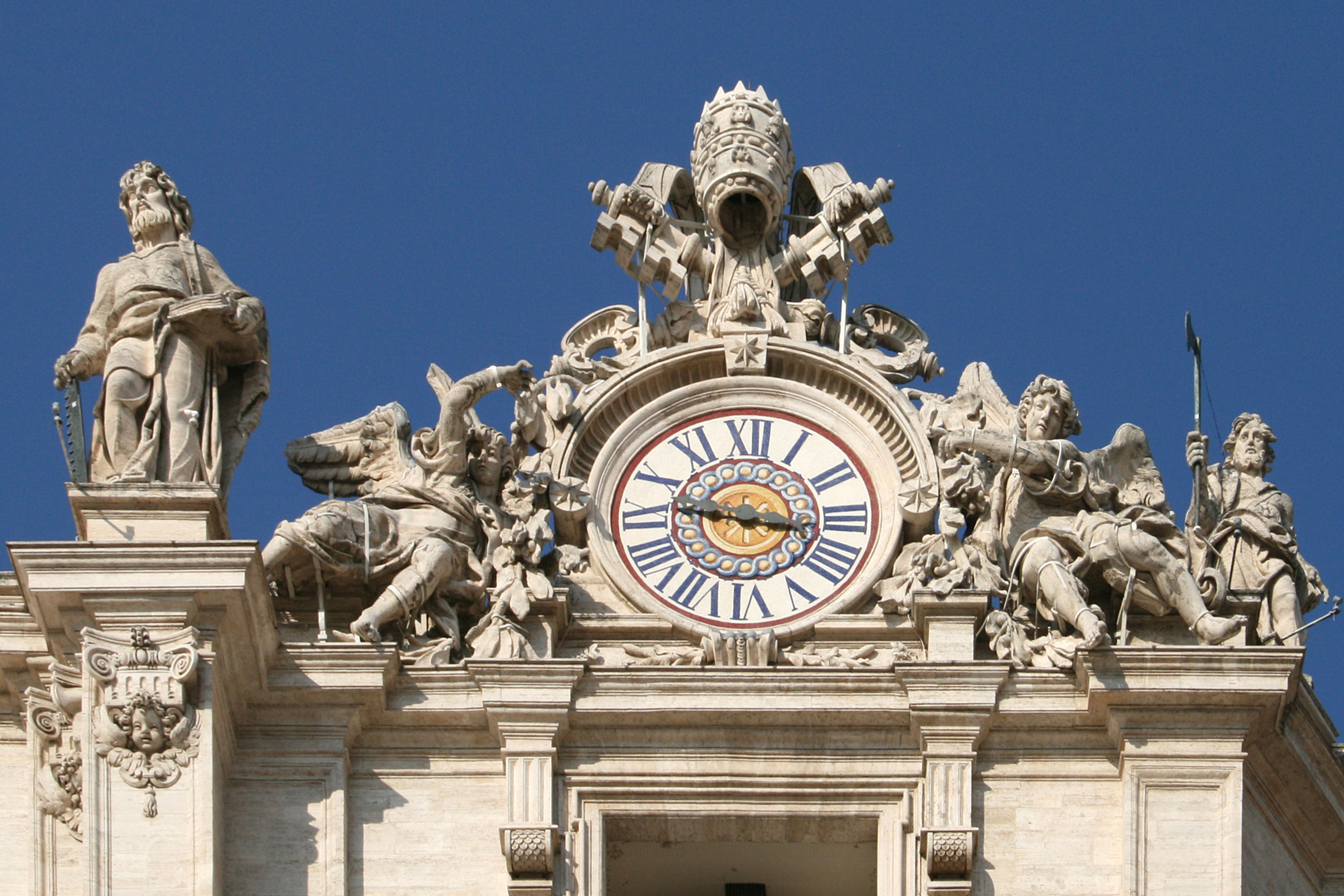
Reloj y la estatua de San Simón el Cananeo adornan el lado derecho de la parte delantera de la Basílica de San Pedro en laCiudad del Vaticano.

La estructura de la arquitectura se inspira en la técnica de las pequeñas iglesias de Europa del Este, utiliza la base del tambor para construir la cúpula y se convierte en el centro del contorno de la ciudad. Es el símbolo del espíritu original del Renacimiento.
Bajo el Renacimiento, la cultura del humanismo y la nueva arquitectura reviven la cultura clásica. Otra característica es la combinación de ciudad y plaza. La reconstrucción de la ciudad durante el Renacimiento perseguía la simetría solemne, y surgieron muchas soluciones urbanas ideales. Los arquitectos lograron un gran éxito de la plaza durante el Renacimiento. La plaza suele tener un tema, rodeada de edificios auxiliares. Por ejemplo, la Plaza de San Pedro es la religión y la Basílica de San Pedro rodeaba la Plaza de San Pedro. En cuanto al edificio individual, el método de diseño es innovador, y hay muchas creaciones nuevas, diseño gráfico riguroso, simetría, equilibrio, desarrollo según el eje, y la fachada también es regular, como la Basílica de San Pedro, que utiliza la columna clásica en lugar de utilizar el estilo gótico que simboliza a los dioses. Este método innovador se convierte en un importante modelado arquitectónico durante el siglo XVI. Todo el Casino de Pio IV, el Cortile del Belvedere y los palacios vaticanos que consisten en la capilla Sixtina, las habitaciones de Rafael, los apartamentos Borgia y la sala clementina y el Cortile del Belvedere fueron construidos antes de finales del siglo XVI, bajo la dirección de seguir el genio de los mismos arquitectos que habían construido San Pedro y los mismos papas.

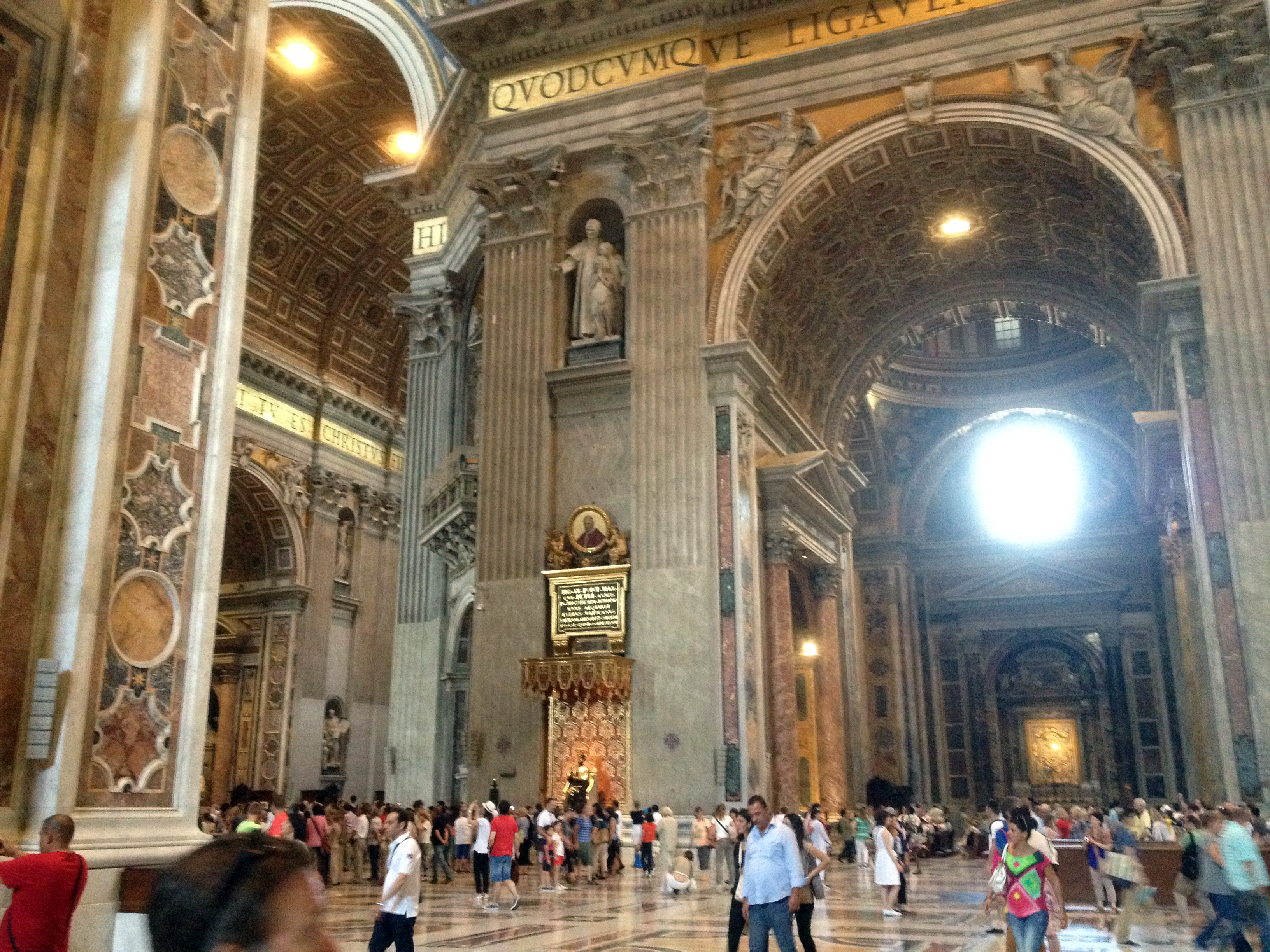
Estatua de San Juan Bosco, Ciudad del Vaticano.

En el siglo XVI, la aristocracia feudal aumentó su poder y el poder democrático de los ciudadanos se debilitó. La organización bajo el liderazgo del Papa intentó eliminar las nuevas ideas y conceptos desde el Renacimiento, restaurar el prestigio y el estatus de la iglesia y desencadenar un movimiento de reforma antirreligiosa. Por ello, el arte barroco fue utilizado por el papa. En el siglo XVII, existían algunos conflictos y luchas entre el viejo catolicismo y el protestantismo. Las fuerzas del viejo catolicismo utilizaron la violencia para reprimir a los creyentes, y luego utilizaron activamente el arte barroco para confundir a los creyentes y convencerlos. El estilo arquitectónico barroco no rechaza el sentido de alegría de la herejía, pero también fue fiel a la cosmovisión cristiana llamada «Renacimiento cristianizado», que reflejaba el pensamiento secular de perseguir la libertad.
La iglesia de estilo barroco es magnífica, lo que lleva a un entorno muy místico. Esto era coherente con el espíritu del Papa de mostrar su riqueza y perseguir el misterio. La decoración del estilo arquitectónico barroco siempre intenta conducir los ideales humanos al culto del catolicismo. Además, el estilo arquitectónico barroco fue utilizado por la corte y la nobleza. El hedonismo ocupa la mayor parte, y los temas del catolicismo también están llenos de espíritu secular. La basílica de San Pedro, terminada en el siglo XVII, era sólo un caparazón de la iglesia. La decoración interior y exterior de la Basílica de San Pedro fue iniciada por Bernini en el siglo XVIII. Murales en el techo a gran escala, efectos ilusorios similares a la pintura, una mezcla de pintura que combinaba escultura, pintura y arquitectura para crear un efecto de ilusión en el escenario.

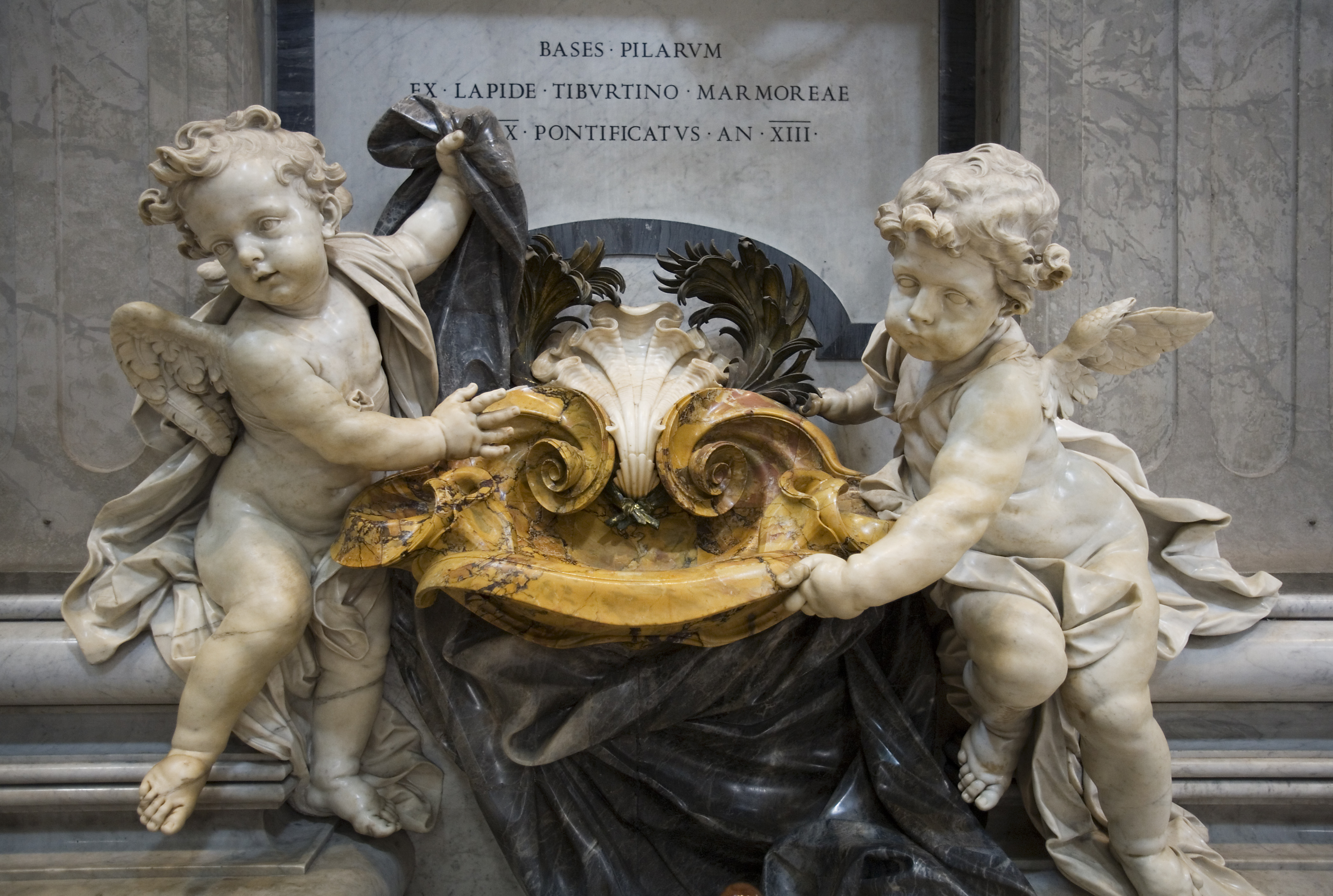
Una de las fuentes de la Ciudad

Los pasillos del Vaticano y la Basílica de San Pedro (1663-1666) para exagerar el efecto de perspectiva a través de estrechamiento gradual, al mismo tiempo, con la iluminación, lo que lleva el efecto de distancia visual dramática que refleja la arquitectura de estilo barroco haciendo hincapié en el sentido del espacio y la tridimensionalidad de los edificios. Aunque la construcción de la Casina Pio IV se inició en el siglo XVI, su decoración está influenciada por el estilo barroco.
Bajo el pontificado de Pío VI (1775-99), se realizaron cambios considerables en la parte de la fuente adosada a la muralla y se construyó un jardín en la Casina. La arquitectura barroca también hace hincapié en la luz que diseña y adopta la luz artificial en lugar de la natural, dando lugar a una atmósfera dramática. Los arquitectos y artistas con fondos suficientes utilizaron una gran cantidad de oro, plata y cobre para bordar, decorados con varias pilastras.
En el siglo XIX no hubo métodos ni estilos arquitectónicos innovadores. Los arquitectos siguieron utilizando métodos arquitectónicos del siglo XVIII para construir algunos edificios, como el Braccio Nuovo.
Para adaptarse a la globalización y al desarrollo de la religión y la administración de la Ciudad del Vaticano, se construyeron algunas obras de arquitectura moderna durante el siglo XX, como el Palacio del Governorato.
Durante el siglo XX, la Ciudad del Vaticano comenzó a restaurar algunos edificios de décadas bajo el patrocinio de donaciones generosas. La renovación de la Basílica de San Pedro fue en 1981-1999 que incluye fregar capas de suciedad grisácea, traer colores a la Basílica de San Pedro y la reparación de algunas partes de la Basílica de San Pedro. El principal contribuyente del fondo de restauración es los Caballeros de Colón. La restauración de la Capilla Sixtina en el museo del Vaticano se inició en 1964, pero se interrumpió en 1974 y comenzó a continuar los trabajos de restauración en 1980.

La Ciudad del Vaticano cerró la biblioteca vaticana en 2007 y la reabrió en 2010. Las obras de restauración de la biblioteca vaticana duraron tres años y costaron 11,5 millones de dólares.

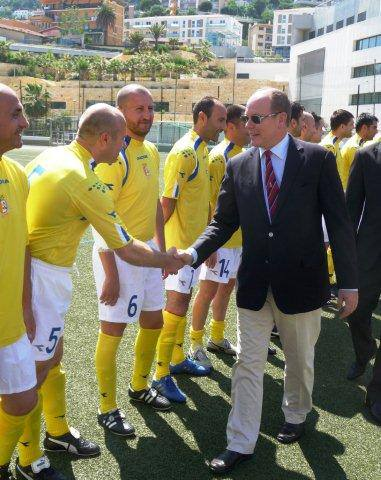
El príncipe Alberto II de Mónaco saluda a los jugadores del equipo de fútbol de la Ciudad del Vaticano durante el partido contra el Principado de Mónaco, el 22 de junio de 2013.

## Deportes
El Vaticano cuenta con la selección de fútbol de la Ciudad del Vaticano, que no está asociada a la UEFA, ni a la FIFA, ni al COI. El equipo está compuesto por voluntarios de la Guardia Suiza, miembros del Consejo Papal y por guardias de los museos. Desde 2007, la ciudad cuenta con un campeonato; además los seminaristas que, mientras estudian en Roma, viven en los diversos colegios pontificios participan en la Copa Clerical, un campeonato formado por religiosos que se empezó a jugar desde febrero del mismo año.
La relación de la Santa Sede con los organismos deportivos está encomendada al Consejo Pontificio para los Laicos, donde el papa Juan Pablo II creó una sección llamada «Iglesia y Deporte» en 2004.
Hasta la fecha, es el único país que no ha participado en los Juegos Olímpicos.

### Documentales
- El Vaticano - cómo funciona el reino más pequeño del mundo producido por el Centro Televisivo Vaticano, distribuido por HDH Communications; 2006: